# Alles was zählt
Alles was zählt (Akronym: AWZ) ist nach Gute Zeiten, schlechte Zeiten und Unter uns die dritte Seifenoper von RTL. Sie wird seit dem 4. September 2006 im Vorabendprogramm ausgestrahlt und von der UFA Serial Drama produziert. Die Erstveröffentlichung erfolgt eine Woche vor der Ausstrahlung im Free TV im Streamingportal RTL+. Die Handlung der Serie spielt in und um Essen.

## Hintergrund
Das Produktionsunternehmen UFA Serial Drama produziert die Serie seit dem 29. Mai 2006 in den Studios der Magic Media Company in Köln-Ossendorf. Im April 2014 wurden erstmals nach knapp acht Jahren die Innen- und Außenkulissen des Zentrums erneuert und umgestaltet. Das fertige neue Set war erstmals am 16. Juli 2014 (Folge 1972) in der Serie zu sehen.
Ursprünglich sollte die Seifenoper als Telenovela unter dem Titel Dianas Traum starten. RTL entschied sich jedoch noch während der Dreharbeiten anders.
Seit Beginn der Serie nahm der Eiskunstlauf einen hohen Stellenwert in der Serie ein. Dieses Thema rückte jedoch im Jahr 2012 immer weiter in den Hintergrund, bis es schließlich 2013 vorerst beendet wurde. Von 2013 bis 2015 war das Tanzen der Schwerpunkt der Serie. In den Jahren 2009 bis 2011 war Boxen und 2013 bis 2014 zwischenzeitlich auch Fußball eine behandelte Sportart.
Nachdem das Tanzen ebenfalls gestrichen worden ist, gab RTL zunächst bekannt, dass es keine neue Sportart geben solle. Von dem 7. Oktober 2015 bis Ende 2024 war der Eiskunstlauf wieder die begleitende Sportart. Seit Januar 2025 ist Eistanz die neue begleitende Sportart, nachdem Jenny Steinkamp die Eishalle des Zentrums in Brand legte.
2014 ging die Produktion vorübergehend eine Partnerschaft mit Garnier ein.
Seit dem 27. Oktober 2008 wird die Daily-Soap im Breitbildformat 16:9 ausgestrahlt.

## Ausstrahlung
Seit Sendebeginn wird die Serie montags bis freitags von 19:05 Uhr bis 19:40 Uhr ausgestrahlt. Bis zum 23. August 2013 wurde morgens zwischen 7:30 Uhr und 8:00 Uhr die Folge vom Vorabend wiederholt. Durch eine Neuausrichtung des RTL-Morgenprogramms entfielen diese Wiederholungen zunächst ersatzlos. Ab dem 16. April 2019 lief die Wiederholung der letzten Folge vormittags von 9:30 Uhr bis 10:00 Uhr. Aufgrund einer erneuten Programmneuausrichtung und der Einstellung von Guten Morgen Deutschland wurde die Wiederholung ab dem 28. März 2022 erneut eingestellt.
Der Bezahlfernsehsender Passion zeigt seit dem 1. Januar 2009 aktuelle Folgen sowie morgendlich die Folge aus dem Abendprogramm. Seit 2021 erfolgt die Ausstrahlung vier Tage früher als im Free-TV.
2008 wurden 400 Folgen der Serie nach Frankreich verkauft. Diese wurde dort seit dem 31. März 2008 ausgestrahlt. Dort trägt sie den Titel Le rêve de Diana (Dianas Traum).

### Einschaltquoten

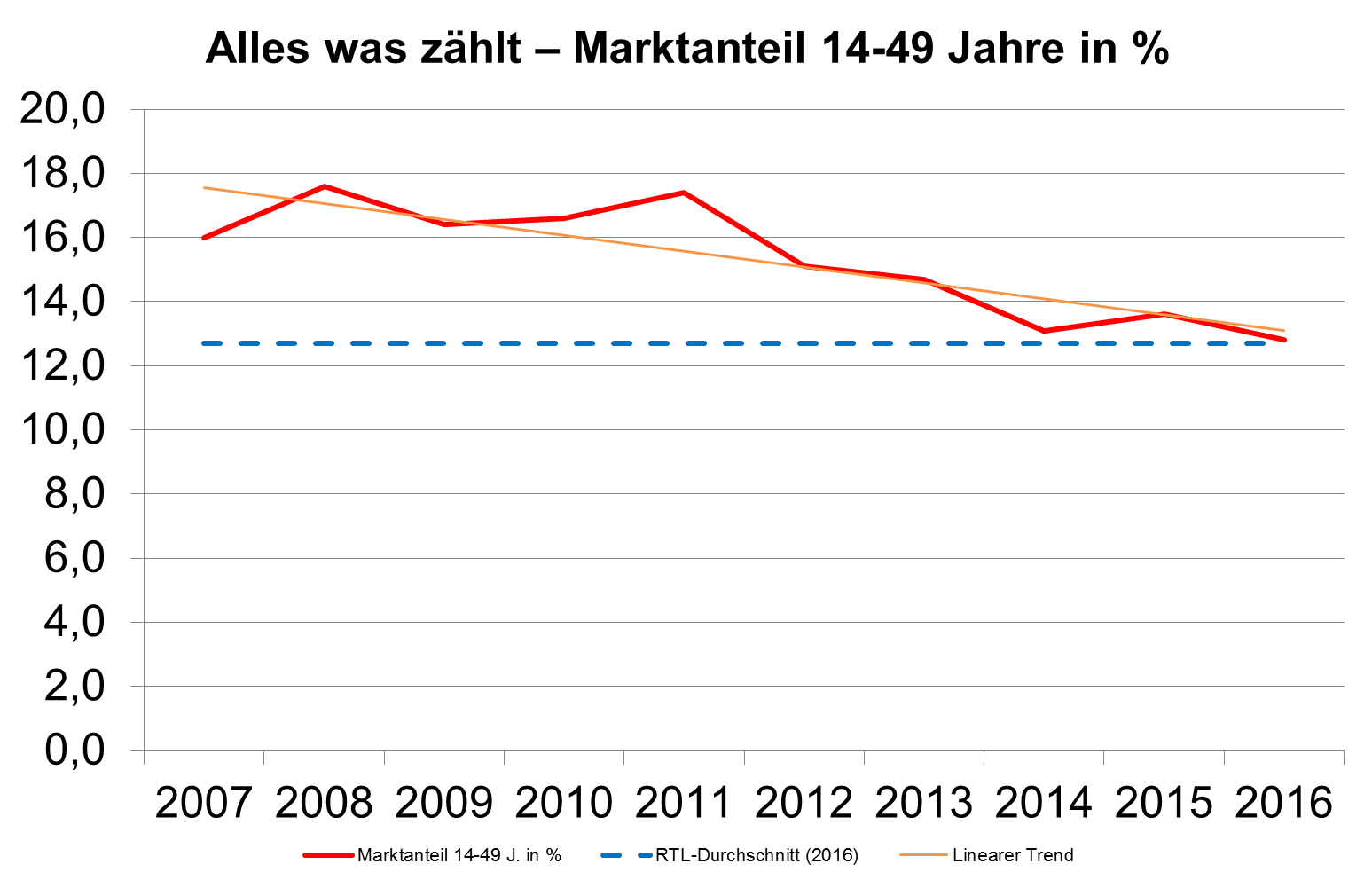
AWZ-Jahresdurchschnittsquoten in der Zielgruppe von 2007 bis 2016 sowie vgl. RTL-Schnitt

Die erste Folge vom 4. September 2006 verfolgten 1,99 Millionen Zuschauer bei einem Marktanteil von 9,2 Prozent. In der werberelevanten Zielgruppe sahen 0,99 Millionen bei 12,6 Prozent zu. Ende November 2007 erreichte die Serie erstmals einen Marktanteil von 20,4 Prozent.
Die bisher höchste Einschaltquote wurde am 27. August 2008 erreicht. In der Zielgruppe der 14- bis 49-Jährigen erreichte Alles was zählt einen Marktanteil von 21,2 Prozent.
Anfang 2009 waren die Quoten rückläufig, besonders ab dem Ausstieg von Tanja Szewczenko im Januar 2009 sackten die Quoten ab.
Der Marktanteil liegt derzeit bei gut 13 % im jungen Publikum von 14 bis 49 Jahren und damit über Senderschnitt (12,2 %).
| Jahr | Spanne    | Anzahl | Sendeplatz           | Zuschauer | Zuschauer       | Marktanteil | Marktanteil     |
| Jahr | Spanne    | Anzahl | Sendeplatz           | Gesamt    | 14 bis 49 Jahre | Gesamt      | 14 bis 49 Jahre |
| ---- | --------- | ------ | -------------------- | --------- | --------------- | ----------- | --------------- |
| 2006 | 1–82      | 82     | Mo. – Fr., 19:05 Uhr | —         | —               | —           | —               |
| 2007 | 83–332    | 250    | Mo. – Fr., 19:05 Uhr | 2,84 Mio. | 1,34 Mio.       | 11,9 %      | 16,0 %          |
| 2008 | 333–584   | 252    | Mo. – Fr., 19:05 Uhr | 2,94 Mio. | 1,46 Mio.       | 12,8 %      | 17,6 %          |
| 2009 | 585–836   | 252    | Mo. – Fr., 19:05 Uhr | 2,71 Mio. | 1,33 Mio.       | 11,8 %      | 16,4 %          |
| 2010 | 837–1087  | 251    | Mo. – Fr., 19:05 Uhr | 2,76 Mio. | 1,38 Mio.       | 11,7 %      | 16,6 %          |
| 2011 | 1088–1340 | 253    | Mo. – Fr., 19:05 Uhr | 2,89 Mio. | 1,41 Mio.       | 12,3 %      | 17,4 %          |
| 2012 | 1341–1591 | 251    | Mo. – Fr., 19:05 Uhr | 2,60 Mio. | 1,18 Mio.       | 11,3 %      | 15,1 %          |
| 2013 | 1592–1840 | 249    | Mo. – Fr., 19:05 Uhr | 2,46 Mio. | 1,10 Mio.       | 10,8 %      | 14,7 %          |
| 2014 | 1841–2086 | 246    | Mo. – Fr., 19:05 Uhr | 2,24 Mio. | —               | —           | 13,1 %          |
| 2015 | 2087–2337 | 251    | Mo. – Fr., 19:05 Uhr | 2,14 Mio. | —               | —           | 13,6 %          |
| 2016 | 2338–2591 | 254    | Mo. – Fr., 19:05 Uhr | 2,08 Mio. | —               | —           | 12,8 %          |
| 2017 | 2592–2843 | 252    | Mo. – Fr., 19:05 Uhr | 2,07 Mio. | —               | —           | 13,6 %          |
| 2018 | 2844–3093 | 250    | Mo. – Fr., 19:05 Uhr | 2,13 Mio. | —               | —           | 13,9 %          |
| 2019 | 3094–3343 | 250    | Mo. – Fr., 19:05 Uhr | 2,03 Mio. | —               | —           | 13,7 %          |
| 2020 | 3344–3594 | 251    | Mo. – Fr., 19:05 Uhr | —         | —               | —           | —               |
| 2021 | 3595–3848 | 254    | Mo. – Fr., 19:05 Uhr | —         | —               | —           | —               |
| 2022 | 3849–4102 | 254    | Mo. – Fr., 19:05 Uhr | —         | —               | —           | —               |
| 2023 | 4103–4354 | 251    | Mo. – Fr., 19:05 Uhr | —         | —               | —           | —               |
| 2024 | 4355–4604 | 250    | Mo. – Fr., 19:05 Uhr | —         | —               | —           | —               |
| 2025 | 4605–     |        | Mo. – Fr., 19:05 Uhr | —         | —               | —           | —               |

Quellen:

## Titellied und Musik
Das Titellied Nie genug stammt von der österreichischen Sängerin Christina Stürmer. Der Titel war in Österreich bereits vier Monate vor dem Start der Serie ein Nummer-eins-Hit. In Deutschland wurde er jedoch erst nach der Erstausstrahlung veröffentlicht. In den Folgen 1000 und 1001 trat Christina Stürmer mit ihren Songs Juniherz und Warum auf der Hochzeit von Ben und Isabelle auf.
Besonders zu Beginn der Serie war die musikalische Untermalung stark durch Lieder von Gruppen wie Silbermond, Juli, Rosenstolz, Wir sind Helden und auch Christina Stürmer beherrscht; die Geschichte von Katja Bergmann wurde vorrangig durch Musik von Luxuslärm untermalt.
Alle Songs, die von der Rolle Ingo Zadek gesungen und auf Ukulele oder Gitarre dargeboten werden, sind komponiert und getextet von André Dietz. Die Songs werden immer live während der Dreharbeiten von ihm eingespielt.

## Vorspann

Altes Logo bis 13. Februar 2015 (Folge 2117)

Das erste Konzept war kein klassischer Soapvorspann, weil nur drei Hauptdarsteller (Diana, Julian und Jenny), um die sich die Liebesgeschichte drehte, namentlich erwähnt wurden und in den Vordergrund gerückt waren. Dies ist auf das ursprüngliche Konzept der Serie, eine Telenovela, zurückzuführen. Im Hintergrund waren einige weitere Hauptcharaktere zu sehen, jedoch fehlten viele Darsteller ganz, wie zum Beispiel Annette, Roman oder Axel. Der erste Vorspann blieb auch bis Folge 328 weitestgehend unverändert. Nachdem Julian am Ende der Episode 312 gestorben war, enthielt die Folge danach keinen Vorspann. Erst 17 Folgen später wurde der Vorspann geändert. Wieder wurden drei Hauptfiguren im Vordergrund gezeigt (diesmal Jenny, Oliver und Annette), jedoch wurden die Namen entfernt. Zudem wurden fast alle anderen Hauptdarsteller im Hintergrund gezeigt. Nach dem Ausstieg der ersten Jenny-Darstellerin, trat Simone in der ersten Szene in den Vordergrund. Am Ende des zweiten und dritten Vorspanns fuhr Diana auf der Eislaufbahn an dem Logo vorbei, welches an einer Bande hing.
Seit Januar 2011 gibt es ein komplett neues Konzept, in dem nun alle Charaktere enthalten sind. Wie bei Gute Zeiten, schlechte Zeiten und Unter uns gibt es zwei verschiedene Versionen. Es werden Paare, Rivalen und Freunde zusammen gezeigt. Im Hintergrund sind Szenenausschnitte und Handlungsorte (Steinkamp-Zentrum, Pommes Schranke) zu sehen.
Anfang 2015 wurde das Konzept visuell leicht überarbeitet, unter anderem erscheint das Logo nicht mehr im Graffiti-Stil. In Folge 2118, ausgestrahlt am 16. Februar 2015, wurde das neue Design erstmals verwendet.

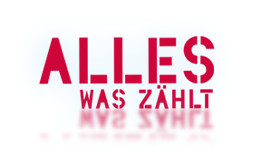
Logo bis 14. August 2018 (Folge 2999)

Mit der 3000. Folge, die am 15. August 2018 erstausgestrahlt wurde, gab es eine erneute Änderung: Jetzt sind die Charaktere nicht mehr in Gruppen, sondern nur noch einzeln vor rotem, weißem oder dunkelblaugrauem Hintergrund zu sehen und treten ungezwungener auf als zuvor. Außerdem werden nunmehr die Vornamen der einzelnen Figuren eingeblendet und auch das Logo bekam eine neue Gestaltung, es wird nicht mehr durchgehend in Großbuchstaben geschrieben.
Ab 4. November 2020 wird wiederum ein neuer Vorspann auf Sendung gehen. Zum einen werden die neuen Darsteller Malu Santos (gespielt von Lisandra Bardél) und Yannick Ziegler (gespielt von Dominik Flade) zu sehen sein. Auch stellt man bereits bekannte Darsteller in anderen Outfits dar.

## Handlung

### Handlungsorte
Die Seifenoper dreht sich um eine Siedlung im fiktiven Essener Bezirk Schotterberg. Im Mittelpunkt der Serienhandlung stehen die Intrigen und Machenschaften der einflussreichen Familie Steinkamp. Die zentrale Kulisse der Serie ist das Steinkamp-Zentrum, wo viele Hauptfiguren arbeiten. In der Nähe des Zentrums steht die Imbissbude Pommes Schranke. Außerdem existiert die Kneipe No. 7 des Besitzers Marian Öztürk, die Trinkhalle und bis 2019 der Club A40. Weitere Handlungsorte sind die Steinkampvilla sowie einige Wohnungen und eine WG der Hauptfiguren und die Eishalle.

### Anfänge
Zu Beginn ähnelte die Seifenoper eher einer Telenovela und war stark auf die Liebesgeschichte der Figuren Diana Sommer und Julian Herzog konzentriert.

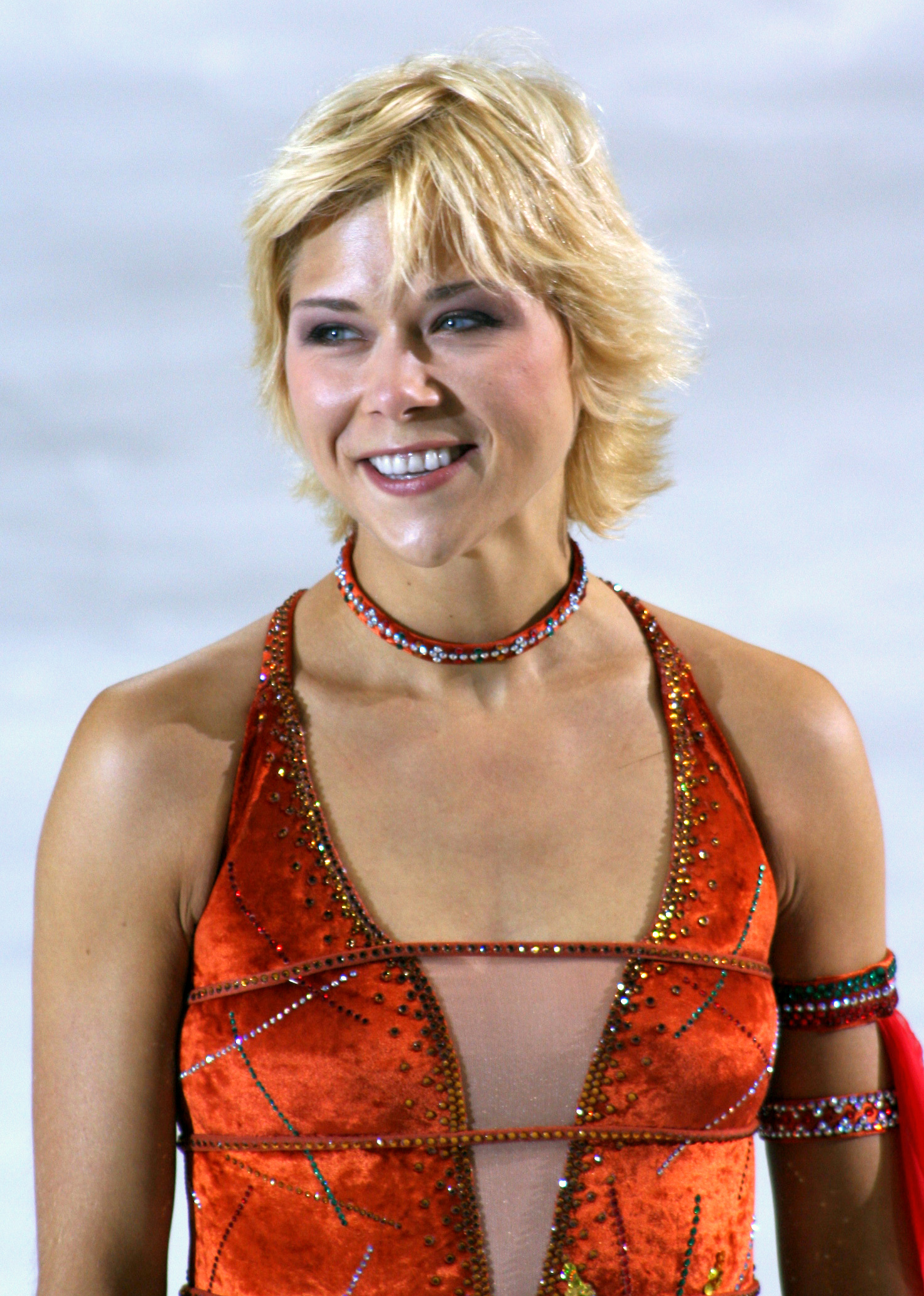
Tanja Szewczenko 2007 bei Dreharbeiten zu Alles was zählt

Die 23-jährige Diana Sommer lebt mit ihrer Mutter Jutta, ihrem Opa mütterlicherseits Lutz Hoffmann, ihrem Stiefvater Dieter und ihrer Stiefschwester Nina in einem Essener Arbeiterviertel und arbeitet als Inline-Kurier. Ihr größter Traum ist es Eiskunstläuferin zu werden. Doch weil sie von ihren Eltern keinerlei Unterstützung erhält, hat sie ihren großen Traum schon längst aufgegeben. Eines Nachts, als sie wieder einmal heimlich ihre Runden auf der Eislaufbahn des Fitness-Imperiums Steinkamp dreht, wird sie zufällig vom Marketingchef des Konzerns beobachtet: Julian Herzog. Er entdeckt ihr Talent und sorgt dafür, dass sie im Trainingsteam der Steinkamps aufgenommen wird. Auf den ersten Blick verliebt sich Diana in Julian, der jedoch mit Jenny Steinkamp – Tochter der Konzerninhaber und zudem deutsche Vizemeisterin im Eiskunstlauf – liiert ist. Jennifer Steinkamp sieht in Diana Sommer nichts anderes als eine Konkurrentin – sowohl im Eiskunstlauf als auch in der Liebe. Jenny tut alles, um ihre größte Konkurrentin loszuwerden und macht es Diana mit ihren teuflischen Intrigen nicht leicht.

### Weitere Entwicklung
Die Hauptrolle der Diana wird bis zu ihrem Ausstieg immer undeutlicher. Immer wichtiger werden die Machenschaften der Familie Steinkamp, die illegale Mittel anwendet, um ihr heruntergewirtschaftetes Unternehmen zu retten sowie das Machtstreben des Controllers Dr. Axel Schwarz. Auch typische Elemente einer Seifenoper werden zunehmend ausgebaut, etwa zeitlich begrenzte Handlungsstränge um Liebesgeschichten, den Tod Manfreds, Olivers Vater, durch einen Gehirntumor oder die Entführung Annettes durch Lenas Exmann und Stalker Robin. Die Serie beinhaltet zeitweise tragische Elemente, beispielsweise dass die kontinuierlich zum vermeintlichen Happy End führende Liebesbeziehung der Hauptcharaktere Diana und Julian unmittelbar vor der Eheschließung durch den Tod Julians am Traualtar ein jähes Ende findet.
Diana lernt während ihrer weiteren Eislaufkarriere mehrere Männer kennen, verlässt dann jedoch die Stadt, um in Halle weiter zu trainieren. In weiterer Folge trainieren neben Jenny Steinkamp auch Roman Wild, Julietta von Altenburg, Stella Coretti, Deniz Öztürk, Katja Bergmann und Isabelle Reichenbach im Eislaufzentrum und durchleben gleichzeitig Beziehungsgeschichten. Die Ehe von Richard und Simone Steinkamp und auch der Konzern gehen durch Höhen und Tiefen. Jenny Steinkamp bleibt nach einem Flugzeugabsturz über ein Jahr verschollen, kehrt jedoch, nachdem sie lange Zeit unter einer falschen Identität in Paris lebte, nach Essen zurück um ihrer Schwester Vanessa eine Niere zu spenden.
Simone eröffnet 2011 eine Tanzschule namens „Tanzfabrik“, in der Marco Schöler und Sarah Wendt tanzen. Ein jähes Ende findet die, für Serienverhältnisse, langjährige Beziehung und Ehe von Annette Bergmann und Ingo Zadek, als Annette von Jennifer Steinkamp angefahren wird und noch an der Unfallstelle verstirbt. Dr. Axel Schwarz muss nach einer Intrige seitens der Familie Steinkamp im Sommer 2012 aus Essen fliehen. Ingo verliebt sich nach langer Trauer in Bea Meyer, die die „Pommes Schranke“, den Imbissstand von Annette, übernimmt.
2013 wird in der Tanzschule die „Steinkamp Dance Factory“ eine Tanzakademie für Profitänzer eröffnet. Dort trainieren unter anderem Letizia von Altenburg, die Enkelin von Simone, und Julia Meyer, die Schwester von Bea. Ende Januar 2015 verunglückt ein Bus der Tanzakademie, wobei fast alle Studenten ums Leben kommen. Infolgedessen wird die „Steinkamp Dance Factory“ geschlossen. Zwischen 2013 und 2014 leitete Richard Steinkamp auch den Fußballverein RSV Schotterberg, in welchem unter anderem Can Öztürk und Joscha Degen spielten. Anfang 2014 bringt Jenny Steinkamp ihr erstes Kind aus einer Affäre mit dem Verlobten ihrer Mutter, David Degen, zur Welt: Annabelle Steinkamp. Mit Einführung der Familie Brück wurden ab 2015 Rückblenden in die 1990er Jahre und die Sportart Gerätturnen gezeigt.
Seit Oktober 2015 sind mit Marie Schmidt und Michelle Bauer erneut Eiskunstläuferinnen zu sehen, auch die Eishalle der Steinkamps wird 2016 wiedereröffnet. 2016 kommt Diana Sommer als Trainerin zurück nach Essen. Deniz Öztürk kündigt seine Anstellung im „Steinkamp-Zentrum“ und eröffnet direkt gegenüber das „Pumpwerk“, ein Fitness-Center mit Kletterhalle, welches sich in der ehemaligen Halle der „Steinkamp Dance Factory“ befindet. Da Diana Marie Schmidt trainiert und Jennifer auf der anderen Seite ihre Cousine Michelle Bauer entsteht ein neuer Wettkampf zwischen Diana und Jenny. Im Oktober 2016 werden Richard und Simone erneut Großeltern, da ihre jüngere Tochter Vanessa und ihr Ehemann Christoph Lukowski Eltern des kleinen Henry werden.
Im November 2018 wird erneut die Eiskunstlauf-WM im Steinkamp-Zentrum ausgetragen. Marie gewinnt und Diana Sommer verlässt Essen, um nach Las Vegas zu ziehen. Zusätzlich zum klassischen Eiskunstlauf werden auch Freestyle-Elemente gezeigt. Mit dem Freestyle wird 2019 die Eisshow Chroniken der Wolkenstadt entwickelt. In den Hauptrollen sind Marie und Michelle, die während der Premiere erschossen wird, zu sehen.
Nachdem das „Pumpwerk“ an Isabelle verkauft worden war, eröffnete nach Umbauten Anfang 2020 die Boutique „Prunkwerk“ mit Lena als Geschäftsführerin. Endgültig schließen muss dafür Bens Club „A40“.

## Crossover
In mehreren Folgen von Alles was zählt fanden Crossover mit anderen RTL-Serien statt:
- Im Verlauf der Serie kam es zum Prozess gegen den Vergewaltiger Frank Horn. Richter war dabei Ulrich Wetzel aus der bei RTL laufenden Gerichtsshow Das Strafgericht (Folgen 187 und 188).
- Am 25. Oktober 2007 besuchten die Charaktere Nina, Tim und Vanessa aus Alles was zählt ein Konzert des Sängers Mars aus Unter Uns in der Strandbar Übersee in Köln, dem Handlungsort von Unter Uns, was in beiden Serien zu sehen war. Wenige Wochen später folgte ein zweites Crossover, bei dem Mars und seine Freundin Anna Weigel Essen, den Handlungsort von Alles was zählt, besuchen. Dies gilt als das erste Crossover der deutschen Fernsehgeschichte zwischen zwei Soaps, auch wenn schon einmal Personen und Orte aus Hinter Gittern – Der Frauenknast bei Gute Zeiten, schlechte Zeiten zu sehen waren. In diesem Zusammenhang ist auch erwähnenswert, dass Tanja Szewczenko, Stephen Dürr, André Dietz und Tobias Licht bereits Rollen bei Unter Uns hatten.
- In Folge 657 wird der Schuldnerberater Peter Zwegat erwähnt.
- In den Folgen 924–925 sowie 928 fand im Mai 2010 ein Crossover mit Gute Zeiten, schlechte Zeiten anlässlich des 18-jährigen Jubiläums von Gute Zeiten, schlechte Zeiten statt. Wolfgang Bahro und Ulrike Frank sind jeweils in einer Szene in Alles was zählt zu sehen. Silvan-Pierre Leirich und Tatjana Clasing haben anschließend in ihren Alles was zählt-Rollen einen Gastauftritt in den Folgen 4488 und 4489 bei GZSZ.
- Die fiktive ‚GUFA-Bank‘ stammt ursprünglich aus der Actionserie Alarm für Cobra 11, wo sie in der Folge 120 (Muttertag) erwähnt und observiert wird. In Alles was zählt ist sie unter der Leitung von Dr. Bernhard Üdler, dem Kreditgeber von Steinkamp Sport und Wellness GmbH. Ende 2010 wurde sie auch bei Gute Zeiten, schlechte Zeiten erwähnt.
- In Folge 1871 (2014) gucken die Figuren Bea, Lena und Raquel sich online ein Kochvideo von Anna Weigel, einer Figur aus Unter uns an.
- Die von Isabell Horn verkörperte Figur Pia Koch trat ab Februar 2015 parallel in Gute Zeiten, schlechte Zeiten und Alles was zählt auf, bis sie im Mai 2015 zu Alles was zählt wechselte.
- Hin und wieder wird bei Alles was zählt das fiktive soziale Netzwerk „explorefriends“, was auch in Unter uns und GZSZ eine Rolle spielt, erwähnt bzw. gezeigt.

Durch Gastauftritte und Crossover im Rahmen der anderen genannten Serien ist Alles was zählt Teil eines gemeinsamen Serienuniversums von Alles was zählt, Der Puma - Kämpfer mit Herz, Gute Zeiten, schlechte Zeiten, Großstadtträume, Hinter Gittern – Der Frauenknast, SK-Babies und Unter uns.

## Besetzung

### Hauptdarsteller

#### Aktuelle Hauptdarsteller
Sortiert nach der Reihenfolge des (erstmaligen) Einstiegs.
| Darsteller             | Rollenname                                                          | Folge(n)                                                                             | Jahr(e)                                                          | Bemerkungen |
| ---------------------- | ------------------------------------------------------------------- | ------------------------------------------------------------------------------------ | ---------------------------------------------------------------- | --- |
| Tatjana Clasing        | Simone Steinkamp geb. Komtesse von Altenburg                        | 1–                                                                                   | 2006–                                                            | Mutter von Maximilian, Jenny und Vanessa; Großmutter von Letizia, Alexander, Sophia, Annabelle, Henry und Diego;Tochter von Friederike und Ludwig; Halbschwester von Carmen; Tante von Michelle; Cousine von Constantin; Ehefrau von Richard; Exverlobte von David; Exfreundin von Rafael; Exaffäre von Leon, Niclas und Axel; One-Night-Stand von Rüdiger und Vincent |
| Silvan-Pierre Leirich  | Richard Steinkamp                                                   | 1–                                                                                   | 2006–                                                            | Vater von Jenny, Ben, Jan Marco und Nikolas; Stiefvater von Vanessa; Großvater von Annabelle und Nils; Bruder von Rüdiger; Onkel von Franziska und Michelle; Cousin von Gerhard; Ehemann von Simone; Exmann von Isabelle; Exverlobter von Claudia; Exfreund von Nadja, Céline und Carmen; Exaffäre von Annette und Vera; One-Night-Stand von Brigitte und Monika |
| Julia Augustin         | Dr. Vanessa Friederike Steinkamp                                    | 2–678 984–1378 2037–3766 4701–                                                       | 2006–2009 2010–2012 2014–2021 2025–                              | Mutter von Henry; Tochter von Simone und Niclas; Stieftochter von Richard; Halbschwester von Jenny, Maximilian und Chiara; Tante von Letizia, Alexander, Sophia und Annabelle; Enkelin von Friederike und Ludwig; Nichte von Carmen; Cousine von Michelle; Ehefrau von Christoph; Exfreundin von Ben, Deniz, Tom und Nick; geht mit Christoph und Henry nach Südkorea Gastauftritt: Folgen 1737–1773 (2013) Stimmenauftritt: Folge 1379, 1788, 2032, 4694 und 4695                                                              |
| Jan Niklas Berg        | Ben Steinkamp anerk., geb. Roschinski                               | 2–215                                                                                | 2006–2007                                                        | Vater von Nils; Sohn von Nadja und Richard; Halbbruder von Jenny, Jan Marco und Nikolas; Onkel von Annabelle; Neffe von Rüdiger; Cousin von Franziska; (Noch-)Ehemann von Kim; Witwer von Ekaterina; Exmann von Isabelle und Bea; Exverlobter von Katja und Carmen; Exfreund von Vanessa, Sophie, Julia (durch ihren Tod) und Iva; One-Night-Stand von Zoé, Raquel, Emilia und Steffi Gastauftritt: Folge 392–413 (2008) |
| Jörg Rohde             | Ben Steinkamp anerk., geb. Roschinski                               | 802–                                                                                 | 2009–                                                            | Vater von Nils; Sohn von Nadja und Richard; Halbbruder von Jenny, Jan Marco und Nikolas; Onkel von Annabelle; Neffe von Rüdiger; Cousin von Franziska; (Noch-)Ehemann von Kim; Witwer von Ekaterina; Exmann von Isabelle und Bea; Exverlobter von Katja und Carmen; Exfreund von Vanessa, Sophie, Julia (durch ihren Tod) und Iva; One-Night-Stand von Zoé, Raquel, Emilia und Steffi Gastauftritt: Folge 392–413 (2008) |
| Igor Dolgatschew       | Deniz Öztürk                                                        | 230–                                                                                 | 2007–                                                            | Eiskunstlauftrainer Vater von Jonas; Sohn von Veronika und Marian; Adoptivbruder von Alexander; Enkel von Melek; Cousin von Can; Exmann von Aylin und Jenny; Exverlobter von Imani; Exfreund von Nina, Vanessa, Roman, Sarah, Melanie, Sonja und Marie; Exaffäre von Stephanie, Nuria und Lucie; One-Night-Stand von Kaja, Patrick, Jessica, Katja, Letizia, Larissa, Greta und Zoe |
| Francisco Medina       | Maximilian Graf von Altenburg anerk., geb. Santiago de Castillo     | 280–1799 2063–2150 2604–2664 2846–2926 3101–3171 3332–3523 3767–4315 4410–4540 4742– | 2007–2013 2014–2015 2017 2018 2019 2019–2020 2021–2023 2024 2025 | Vater von Letizia, Alexander, Sophia und Diego; Sohn von Simone und Leon; Halbbruder von Jenny und Vanessa; Onkel von Annabelle und Henry; Enkel von Friederike und Ludwig; Neffe von Carmen; Cousin von Michelle; Exmann von Juli, Céline, Lena, Isabelle und Nathalie; Exfreund von Katja; Exaffäre von Jana-Ina und Michelle; One-Night-Stand von Brigitte, Melanie, Elena und Caroline; geht nach Peru Gastauftritt: Folge 3698–3713 (2021) Stimmenauftritt: Folge 2838–2839 (2018)                                         |
| Ania Niedieck          | Isabelle Reichenbach gesch. von Altenburg, Steinkamp und Pachlhuber | 904–2111 2186–2387 2632–3238 3526–                                                   | 2010–2015 2015–2016 2017–2019 2020–                              | Eigentümerin vom „Prunkwerk“, Managerin von Charlie Mutter von Sophia; Tochter von Philipp und Helena; Enkelin von Sophia; Schwester von Tom; Halbschwester von Larissa; Nichte von Eckhardt und Agnes; Cousine von Nathalie und Kilian; Exfrau von Ben, Maximilian, Richard und Johann; Exverlobte von Greg und Yannick; Exfreundin von Jan Marco, Thomas, Yves und Finn; Exaffäre von Felix und Tim; One-Night-Stand von Leo Stimmenauftritt: Folge 3468 Ania Niedieck spielte 2009 bereits die Nebenrolle Alicia Silberstein |
| Amrei Haardt           | Nathalie Reichenbach gesch. von Altenburg                           | 3197–3523 3767–4228 4523–                                                            | 2019–2020 2021–2023 2024–                                        | Mitarbeiterin im St.-Vinzenz-Krankenhaus und Mitarbeiterin im Punto d’Amore Mutter von Diego; Enkelin von Sophia und Lotta; Nichte von Philipp, Eckhardt und Agnes; Cousine von Isabelle, Tom, Larissa und Kilian; Exfrau von Maximilian; Freundin von Matteo; Exfreundin von Finn Gastauftritt: Folge 3699–3713 (2021) |
| Julia Wiedemann        | Lucie Ziegler                                                       | 3352–4103 4353–                                                                      | 2020–2023 2023–                                                  | Mitarbeiterin bei „Steinkamp Sport & Wellness“ Tochter von Henning und Tanja; Schwester von Ina und Yannick; Exfreundin von Philip (durch seinen Tod), Moritz und Miro; Exaffäre von Deniz |
| Berrit Arnold          | Daniela Ziegler geb. Bremer                                         | 3558–                                                                                | 2020–                                                            | Mitarbeiterin im „Punto d’Amore“ und der „Trinkhalle“ Mutter von Kim; Großmutter von Nils; Halbschwester von Hanna; Ehefrau von Henning; Exverlobte von Marian Nebenrolle von Oktober 2020 bis August 2021 |
| Suri Abbassi           | Leyla Öztürk                                                        | 3645–                                                                                | 2021–                                                            | Mitarbeiterin im St.-Vinzenz-Krankenhaus Tochter von Sinan und Hilal; Cousine von Miray; Exfreundin von Oskar; Exaffäre von Yannick |
| Stefan Bockelmann      | Henning Ziegler                                                     | 3811–                                                                                | 2021–                                                            | Handwerker und Mitarbeiter in der Trinkhalle Vater von Ina, Yannick und Lucie; Witwer von Tanja; Ehemann von Daniela Stimmenauftritt: Folge 3810 |
| Féréba Koné            | Imani Okana                                                         | 3920–                                                                                | 2022–                                                            | Ärztin im St.-Vinzenz-Krankenhaus Exverlobte von Deniz; Exfreundin von Tom; Exaffäre von Kilian; One-Night-Stand von Johannes |
| Marc Dumitru           | Kilian Reichenbach                                                  | 4101–                                                                                | 2022–                                                            | Anwalt und Geschäftsführer des St.-Vinzenz-Krankenhauses Sohn von Eckhardt; Enkel von Sophia; Neffe von Philipp und Agnes; Cousin von Isabelle, Tom, Larissa und Nathalie; Exfreund von Hanna; Exaffäre von Imani |
| Sarah Victoria Schalow | Hanna Kern                                                          | 4173–                                                                                | 2023–                                                            | Halbschwester von Daniela; Tante von Kim; Exfreundin von Ralf, Kevin und Kilian |
| Shaolyn Fernandez      | Charlotte „Charlie“ Beer                                            | 4401–                                                                                | 2024–                                                            | Exaffäre von Justus |
| Antonia Kolano         | Valea Borazio geb. Mia Alberti                                      | 4478–                                                                                | 2024–                                                            | Eiskunstläuferin Tochter von Matteo und Emma |
| Riccardo Angelini      | Matteo Borazio geb. Emilio Alberti                                  | 4497–                                                                                | 2024–                                                            | Geschäftsführer von Punto d’Amore Vater von Valea; Freund von Nathalie; Exfreund von Emma |
| Florian Thunemann      | Dragan Petrovic                                                     | 4704–                                                                                | 2025–                                                            | Exfreund von Daniela |
| Josephine Martz        | Joana Perez                                                         | 4743–                                                                                | 2025–                                                            | Tennisspielerin Tochter von Gabriella Perez; Enkelin von Simone; Nichte von Maximilian, Vanessa, Jenny und Ben; Cousine von Letizia, Alexander, Sophia, Annabelle, Henry und Diego |
| Bianca Hein            | Gabriella Perez                                                     | 4749–                                                                                | 2025–                                                            | Tochter von Simone; Mutter von Gabriella; Zwillingsschwester von Maximilian; Halbschwester von Jenny und Vanessa; Tante von Letizia, Alexander, Sophia, Annabelle, Henry und Diego |

#### Aktuell pausierende Hauptdarsteller
| Darsteller  | Rollenname                           | Folge(n)            | Jahr(e)             | Bemerkungen |
| ----------- | ------------------------------------ | ------------------- | ------------------- | --- |
| Jasmin Minz | Kimberly „Kim“ Steinkamp geb. Bremer | 3423–3897 4160–4549 | 2020–2022 2023–2024 | Köchin im „Lieblingspunkt“ Mutter von Nils; Tochter von Daniela; Tante von Annabelle; Nichte von Hanna; (Noch-)Ehefrau von Ben; Freundin von Nick; Exfreundin von Frank; geht nach Portugal und verlässt Ben für ihre Jugendliebe Gastauftritt: Folge 3412 (2020); Folge 4591 (2024) in einer Rückblende Stimmenauftritt: Folge 3411 (2020); Folge 3935 (2022) |

#### Ehemalige Hauptdarsteller
Sortiert nach der Reihenfolge des (letztmaligen) Ausstiegs.
| Darsteller                | Rollenname                                                                         | Folge(n)                         | Jahr(e)                            | Bemerkungen |
| ------------------------- | ---------------------------------------------------------------------------------- | -------------------------------- | ---------------------------------- | --- |
| Susanne Schlenzig         | Jutta Sommer geb. Hoffmann, verw. Reichert                                         | 1–181                            | 2006–2007                          | Mutter von Diana; Tochter von Lutz; Witwe von Fritz; Exfrau von Dieter; geht nach Cuxhaven Gastauftritte: Folgen 189–192 und 311–314 (2007) |
| Andreas Seyferth          | Lutz Hoffmann                                                                      | 1–240                            | 2006–2007                          | Vater von Jutta; Großvater von Diana; geht zu seiner Tochter nach Cuxhaven Gastauftritt: Folgen 262–263 (2007) zur Eislauf-WM |
| Armin Dallapiccola        | Dieter Sommer                                                                      | 1–245                            | 2006–2007                          | Vater von Nina; Bruder von Manfred; Onkel von Oliver; Exmann von Jutta; nimmt einen Job als Facilitymanager in Eisenhüttenstadt an Gastauftritte: Folgen 271–274 und 290–291 (2007) |
| Thorsten Grasshoff        | Julian Arthur Herzog †                                                             | 1–313                            | 2006–2007                          | Bruder von Tim; Exmann von Jenny; Verlobter von Diana; stirbt vor dem Traualtar an einer Hirnblutung als Spätfolge eines Anschlags Gastauftritte: Folge 337 (2007) in Dianas Traum und 541–542 (2008) als Nahtod-Erfahrung von Diana Tod in Folge 312 Thorsten Grasshoff spielte in Folge 316 auf der Beerdigung von Julian einen Friedhofsgärtner |
| André Emanuel Kaminski    | Tim Herzog                                                                         | 5–323                            | 2006–2007                          | Bruder von Julian; Exfreund von Nina; Exaffäre von Petra; verlässt Essen nach dem Tod von Julian und fängt ein neues Leben an Stimmenauftritt: Folge 324 |
| Regine Seidler            | Nadja Roschinski                                                                   | 3–343                            | 2006–2008                          | Mutter von Ben; Großmutter von Nils; Exfreundin von Mike, Marian und Richard; kündigt ihren Präsidentenposten und nimmt ein Jobangebot in Rom an Gastauftritt: Folgen 999–1001 (2010) zu Bens Hochzeit mit Isabelle Stimmenauftritte: Folge 352–355 |
| Birgit Würz               | Nadja Roschinski                                                                   | 359–575                          | 2008                               | Mutter von Ben; Großmutter von Nils; Exfreundin von Mike, Marian und Richard; kündigt ihren Präsidentenposten und nimmt ein Jobangebot in Rom an Gastauftritt: Folgen 999–1001 (2010) zu Bens Hochzeit mit Isabelle Stimmenauftritte: Folge 352–355 |
| Maria Wedig               | Julietta Theodore „Juli“ Sommer geb. Komtesse von Altenburg                        | 361–717                          | 2008–2009                          | Tochter von Marie-Therese und Constantin; Exfrau von Maximilian und Oliver; geht nach Los Angeles |
| Nathalie Thiede           | Nina Sommer                                                                        | 1–793                            | 2006–2009                          | Tochter von Dieter; Nichte von Manfred; Cousine von Oliver; Exfreundin von Tim, Deniz und Axel; reist zu Juli nach Los Angeles Stimmenauftritt: Folge 794 |
| Stephen Dürr              | Mike Hartwig †                                                                     | 1–812                            | 2006–2009                          | Exverlobter von Lena; Exfreund von Nadja und Diana; One-Night-Stand von Annette; stirbt während Lenas Rettung, infolge ihrer Entführung, durch eine Explosion Tod in Folge 810 |
| Tobias Licht              | Lars Berger                                                                        | 470–882                          | 2008–2010                          | Ehemann von Stella; Witwer von Anna; Exfreund von Diana und Jenny; wandert mit Stella nach Kanada aus Gastauftritt: Folge 912 (2010) Nebenrolle von Juli bis Oktober 2008 |
| Nadine Rennack            | Stella Sylvester Margaretha Berger geb. Coretti                                    | 576–882                          | 2008–2010                          | Tochter von Anton; Ehefrau von Lars; wandert mit Lars nach Kanada aus Gastauftritt: Folge 912 (2010) |
| Norman Kalle              | Dr. Oliver Sommer                                                                  | 156–270 323–797 823–1007         | 2007 2007–2009 2009–2010           | Stiefvater von Zoé; Sohn von Manfred; Neffe von Dieter; Cousin von Nina; Ehemann von Céline; Exmann von Juli; Exfreund von Diana; Exaffäre von Lena und Constanze; wandert mit Céline nach Australien aus Stimmenauftritte: Folge 272 und 278 (2007) |
| Nina Bott                 | Céline Sommer gesch. Laffort, gesch. von Altenburg                                 | 461–1007                         | 2008–2010                          | Mutter von Zoé und Nikolas; Ehefrau von Oliver; Exfrau von Henning und Maximilian; Exfreundin von Ingo und Richard; wandert mit Oliver nach Australien aus Stimmenauftritt: Folge 1023 (2010) |
| Heike Trinker             | Claudia Bergmann geb. Linden                                                       | 930–1224                         | 2010–2011                          | Mutter von Katja; Exfrau von Peter; Exverlobte von Richard; One-Night-Stand von Axel; geht nach Rosenheim Gastauftritte: Folgen 840–841 (2010), 1252–1255 (2011), 1374–1383, 1554–1572 (2012) und 1989–1996 (2014) |
| Dennis Grabosch           | Roman Wild †                                                                       | 2–1282                           | 2006–2011                          | Sohn von Egon; Bruder von Florian; Exfreund von Andrew, Marc und Deniz; One-Night-Stand von Annette; stirbt durch einen Gehirntumor Tod in Folge 1267 |
| Christoph Humnig          | Thomas „Tom“ Albrecht Reichenbach                                                  | 959–1300                         | 2010–2011                          | Sohn von Philipp und Helena; Bruder von Isabelle; Halbbruder von Larissa; Onkel von Sophia; Cousin von Nathalie und Kilian; Exfreund von Katja und Vanessa; geht mit Vanessa nach Boston Gastauftritt: Folgen 1375–1378 (2012) |
| Ulrike Röseberg           | Annette Bergmann †                                                                 | 1–1452                           | 2006–2012                          | Pflegemutter von Melanie; Tochter von Peter; Schwester von Lena; Halbschwester von Katja; Tante von Alexander; Cousine von Ronny; Ehefrau von Ingo; Exfreundin von Axel und Christian; Exaffäre von Richard; One-Night-Stand von Mike, Roman und Etienne; wird von Jenny angefahren und stirbt in Ingos Armen Tod in Folge 1445 Gastauftritt: Folgen 2196–2198 (2015) als Nahtod-Erfahrung von Ingo |
| Daniel Aichinger          | Dr. Axel Schwarz gesch. Steinkamp-Schwarz                                          | 1–454 504–830 868–1292 1341–1453 | 2006–2008 2008–2009 2010–2011 2012 | Sohn von Luna und Hans Josef; Exmann von Jenny und Spiridula; Exfreund von Nina und Annette; Exaffäre von Simone und Frieda; One-Night-Stand von Claudia, Gerlinde und Letizia; wird von Justus und Maximilian dazu gezwungen, nach Peru zu flüchten Gastauftritte: Folgen 1848–1882 (2014), 4085–4089 (2022) und 4121–4164 (2023) |
| Michael Kuehl             | Florian Wild                                                                       | 926–1544                         | 2010–2012                          | Sohn von Egon; Bruder von Roman; Freund von Franziska; Exfreund von Lena; folgt Franziska nach Kanada |
| Julia Engelmann           | Franziska Steinkamp                                                                | 1024–1544                        | 2010–2012                          | Tochter von Rüdiger und Doris; Nichte von Richard; Cousine von Ben, Nikolas, Jenny und Jan Marco; Freundin von Florian; geht nach Kanada in ein Eishockeyteam |
| Christina Siemoneit       | Sarah Wendt                                                                        | 1272–1616                        | 2011–2013                          | Schwester von Melanie; Exfreundin von Deniz und Jan Marco; geht nach Paris |
| Carolin von der Groeben   | Zoé Laffort adopt.                                                                 | 459–653 865–963                  | 2008–2010                          | Tochter von Ingo und Céline; Adoptivtochter von Henning; Stieftochter von Oliver; Nichte von Marie; Exfreundin von Can; One-Night-Stand von Ben; geht nach Südafrika Von der Groeben verkörperte die Rolle in Nebenbesetzung Stimmenauftritt: Folge 815 |
| Katharina Woschek         | Zoé Laffort adopt.                                                                 | 1466–1666                        | 2012–2013                          | Tochter von Ingo und Céline; Adoptivtochter von Henning; Stieftochter von Oliver; Nichte von Marie; Exfreundin von Can; One-Night-Stand von Ben; geht nach Südafrika Von der Groeben verkörperte die Rolle in Nebenbesetzung Stimmenauftritt: Folge 815 |
| Ulrich Drewes             | Rüdiger Steinkamp                                                                  | 1475–1676                        | 2012–2013                          | Vater von Franziska; Bruder von Richard; Onkel von Jenny, Ben, Jan Marco und Nikolas; Cousin von Gerhard; Exfreund von Monika; One-Night-Stand von Simone; kommt wegen Erpressung und Entführung erneut ins Gefängnis Christian Kerepeszki verkörperte die Rolle in den Folgen 1025–1030 als Gastdarsteller |
| Salvatore Greco           | Jan Marco Schöler (Rufname Marco)                                                  | 1260–1761                        | 2011–2013                          | Sohn von Richard und Monika; Halbbruder von Jenny, Ben und Nikolas; Onkel von Annabelle, Henry und Nils; Neffe von Rüdiger; Cousin von Franziska; Exmann von Viktoria; Exfreund von Sarah und Isabelle; Exaffäre von Jenny; geht nach Rom |
| Marc Schöttner            | Lukas Levin                                                                        | 1656–1924                        | 2013–2014                          | Sohn von David; Bruder von Joscha; Halbbruder von Annabelle; Exfreund von Julia; Exaffäre von Letizia; geht nach New York City |
| Andreas Hofer             | David Medardus Degen                                                               | 1629–1930                        | 2013–2014                          | Vater von Lukas, Joscha und Annabelle; Exverlobter von Simone und Jenny; Exaffäre von Barbara; geht zu Lukas nach New York |
| Carlo Degen               | Joscha Degen                                                                       | 1700–1937                        | 2013–2014                          | Sohn von David; Bruder von Lukas; Halbbruder von Annabelle; Freund von Kai; Exmann von Raquel (Scheinehe); Exfreund von Manu und Melanie; wechselt den Verein und geht gemeinsam mit Kai nach Hannover |
| Alexander Gier            | Dr. Kai Seebach                                                                    | 1817–1936                        | 2013–2014                          | Sohn von Barbara; Freund von Joscha; geht gemeinsam mit Joscha nach Hannover |
| Hannes Sell               | Felix Landeck                                                                      | 1938–2031                        | 2014                               | Sohn von Rolf; Exaffäre von Isabelle; One-Night-Stand von Letizia und Raquel; geht nach Zwickau auf eine Tanzakademie |
| Anna-Katharina Fecher     | Melanie „Mel“ Wendt                                                                | 1238–1485 1713–2040              | 2011–2012 2013–2014                | Pflegetochter von Annette und Ingo; Schwester von Sarah; Exfreundin von Joscha und Deniz; One-Night-Stand von Maximilian; erhält ein Mode-Studium in Hamburg |
| Jennifer Dessin-Brasching | Letizia von Altenburg † anerk., geb. Kaldenhoff                                    | 1644–2065                        | 2013–2014                          | Tochter von Maximilian und Jana-Ina; Halbschwester von Alexander und Sophia; Enkelin von Simone und Leon; Nichte von Jenny und Vanessa; Cousine von Annabelle und Henry; Exaffäre von Lukas; One-Night-Stand von Deniz und Axel; verblutet nach einem Bauchschuss von Rafael Tod in Folge 2058 |
| Alexander Wüst            | Erik Schulte †                                                                     | 1924–2102                        | 2014–2015                          | Vater von Emilia; Ehemann von Jenny; Exmann von Tina; stürzt von einem Burgturm und erliegt im Krankenhaus seinen Verletzungen |
| Yara Hassan               | Raquel Santana † gesch. Degen                                                      | 1779–2106                        | 2013–2015                          | Exfrau von Ingo und Joscha (Scheinehe); One-Night-Stand von Felix und Ben; kommt bei einem Busunglück ums Leben |
| Michèle Fichtner          | Antonia „Toni“ Fuchs †                                                             | 2040–2106                        | 2014–2015                          | kommt bei einem Busunglück ums Leben |
| Jenny Bach                | Julia Meyer †                                                                      | 1639–2107                        | 2013–2015                          | Schwester von Bea; Freundin von Ben; Exfreundin von Lukas; kommt bei einem Busunglück ums Leben Tod in Folge 2106 |
| Naima Fehrenbacher        | Larissa Schuhmann                                                                  | 2044–2111                        | 2014–2015                          | Tochter von Philipp; Halbschwester von Isabelle und Tom; Tante von Sophia; Cousine von Nathalie und Kilian; One-Night-Stand von Deniz; geht mit Isabelle nach München und zieht wenig später nach London |
| Anna-Katharina Samsel     | Katja Bergmann                                                                     | 822–2210                         | 2009–2015                          | Tochter von Claudia und Peter; Halbschwester von Annette und Lena; Tante von Alexander; Cousine von Ronny; Exverlobte von Ben; Exfreundin von Tom, Maximilian, Daniel und Can; One-Night-Stand von Deniz; geht nach Oberstdorf |
| Volkan Isbert             | Can Öztürk                                                                         | 1591–2218                        | 2012–2015                          | Neffe von Marian; Cousin von Deniz; Exfreund von Zoé, Susi und Katja; geht in die Türkei, um eine Quizshow zu moderieren |
| Julia Albrecht            | Florentine „Flo“ Brück                                                             | 2105–2353                        | 2015–2016                          | Tochter von Sonja und Thomas; Schwester von Leo; Freundin von Paul; One-Night-Stand von Kevin; geht mit Sonja nach Berlin |
| Barbara Sotelsek          | Sonja Brück geb. Kampe                                                             | 2105–2353                        | 2015–2016                          | Mutter von Leo und Flo; Exfrau von Thomas; Exfreundin von Deniz; geht mit Flo nach Berlin |
| Isabell Horn              | Pia Koch                                                                           | 2113–2363                        | 2015–2016                          | Exfrau von John; Exfreundin von Veit; One-Night-Stand von Tobi und Iva; Tochter von Claus; Halbschwester von Verena; Tante von Oskar; trennt sich von Veit und verlässt Essen, um ein Jobangebot als DJ auf Ibiza anzunehmen Rolle aus Gute Zeiten, schlechte Zeiten |
| Caroline Frier            | Beatrice „Bea“ Meyer gesch. Steinkamp, gesch. Meyer-Zadek                          | 1504–2378                        | 2012–2016                          | Schwester von Julia; Exfrau von Ben und Ingo; One-Night-Stand von Marian; verlässt Essen, um ein neues Leben ohne Ingo zu beginnen |
| Carsten Clemens           | Veit Hartmann alias Fabian Rother                                                  | 2170–2434                        | 2015–2016                          | Exmann von Jenny; Exfreund von Emma (durch ihren Tod) und Pia; One-Night-Stand von Brigitte; wird verhaftet |
| Michael Jassin            | Tobias Hieronymus „Tobi“ Märtz                                                     | 2227–2549                        | 2015–2016                          | Freund von Kerstin; Exfreund von Marie; One-Night-Stand von Pia; geht zu Kerstin nach Salzburg Gastauftritt: Folge 2138–2140 (2015) |
| Julian Bayer              | Leo Brück alias Paul Schulz                                                        | 2305–2654                        | 2015–2017                          | Sohn von Sonja und Thomas; Bruder von Flo; Exfreund von Marie; Exaffäre von Michelle; One-Night-Stand von Isabelle, flieht unter falschem Namen nach Brasilien, nachdem die Polizei bei ihm große Mengen Heroin gefunden hat |
| Daniel Brockhaus          | Dr. Thomas Brück                                                                   | 2107–2704                        | 2015–2017                          | Vater von Leo und Flo; Exmann von Sonja; Exfreund von Isabelle; Exaffäre von Dana und Lena; One-Night-Stand von Brigitte und Anne; geht nach Berlin |
| Robert Maaser             | Tim Hayer                                                                          | 2639–2761                        | 2017                               | Ehemann von Lotte; Exfreund von Marie; Exaffäre von Isabelle; geht mit Lotte nach Kanada |
| Christina Klein           | Iva Lukowski                                                                       | 2040–2796                        | 2014–2017                          | Tochter von Christoph; Stieftochter von Vanessa; Halbschwester von Henry; Exfreundin von Ben; One-Night-Stand von Pia und Max; geht als DJ nach Bali |
| Daniel Buder              | Vincent Thalbach alias „Der Transporter“                                           | 2524–2883                        | 2016–2018                          | Vater von Michelle; Exfreund von Carmen; Exaffäre von Stephanie; One-Night-Stand von Simone; sitzt wegen Drogenhandel und versuchten Mordes an Isabelle im Gefängnis |
| Tanja Szewczenko          | Diana Sommer anerk., geb. Reichert                                                 | 1–588 2415–3071                  | 2006–2009 2016–2018                | Tochter von Jutta und Fritz; Enkelin von Lutz; Exverlobte von Julian (durch seinen Tod) und Ingo; Exfreundin von Mike, Oliver, Lars und Brandon; erhält ein Jobangebot aus Las Vegas |
| Christian Feist           | Greg Snyder alias Damian Steinkamp (†)                                             | 2821–3075                        | 2017–2018                          | Bruder von Emma; Ehemann von Pauline; Exverlobter von Isabelle; wird wegen versuchten Mordes an Isabelle und Finn sowie Freiheitsberaubung an Pauline und Finn verhaftet und in die Psychiatrie eingewiesen Gastauftritte: Folge 3117 in Paulines Traum und 3120–3121 (2019) |
| Heike Warmuth             | Carmen Bauer                                                                       | 2375–3078                        | 2016–2018                          | Mutter von Michelle; Tochter von Ludwig; Halbschwester von Simone; Tante von Maximilian, Jenny und Vanessa; Verlobte von Yüksel; Exverlobte von Ben; Exfreundin von Vincent und Richard; beginnt mit Yüksel ein Leben in der Türkei |
| Maike Johanna Reuter      | Pauline Reusch                                                                     | 2793–3167                        | 2017–2019                          | Schwester von Kai; Ehefrau von Greg; Exfreundin von Finn; geht zu einer Hilfsorganisation nach Indien |
| Franziska Benz            | Michelle „Micki“ Bauer †                                                           | 2372–3268                        | 2016–2019                          | Tochter von Carmen und Vincent; Enkelin von Ludwig; Nichte von Simone und Richard; Cousine von Maximilian, Jenny und Vanessa; Verlobte von Moritz; Exfreundin von Ronny; Exaffäre von Leo, Thilo und Maximilian; wird bei der Eisshow durch ein Attentat von Susanne angeschossen und erliegt im Krankenhaus ihren Verletzungen Tod in Folge 3266, anschließend Gastauftritte als Leiche und in Moritz’ Träumen |
| Madeleine Krakor          | Stefanie Sandra „Steffi“ König                                                     | 3039–3324                        | 2018–2019                          | Freundin von Sören; Exfreundin von Ingo; One-Night-Stand von Ben; verlässt mit Sören Essen |
| Bela Klentze              | Ronald „Ronny“ Bergmann                                                            | 2563–2927 3072–3431              | 2016–2018 2018–2020                | Neffe von Peter; Cousin von Annette, Lena und Katja; Exverlobter von Marie; Freund von Rachel; Exfreund von Michelle und Chiara; One-Night-Stand von Brigitte; bleibt nach einer Reise im Bundesstaat New York |
| Ron Holzschuh †           | Niclas Nadolny †                                                                   | 3144–3443                        | 2019–2020                          | Vater von Vanessa und Chiara; Großvater von Henry; Exaffäre von Simone; Affäre von Lena; stirbt an den Folgen einer Kopfverletzung, verschuldet durch einen Schlag von Nathalie Alexander Baraczweski (Folgen 3444–3459) und Frank Hück (Folgen 3460–3464) verkörperten die Rolle lediglich als Double, nachdem Ron Holzschuh aufgrund einer Krankheit nicht mehr selbst an den Dreharbeiten teilnehmen konnte (für die Stimme wurde Holzschuhs eigene Stimme aus Archivmaterial verwendet) |
| Juliette Greco            | Lena Öztürk geb. Bergmann, gesch. von Altenburg                                    | 181–1608 1771–2994               | 2007–2013 2013–2018                | Mutter von Alexander; Tochter von Silke und Peter; Schwester von Annette; Halbschwester von Katja; Cousine von Ronny; Witwe von Robin; Exfrau von Maximilian und Marian; Exverlobte von Mike; Exfreundin von Ingo und Florian; Exaffäre von Oliver, Rafael, Thomas, Patrick und Niclas (durch seinen Tod); eröffnet eine „Prunkwerk“-Filiale in München Birte Glang hatte ihren letzten Auftritt in einer Zusatzfolge |
| Maria Kempken             | Lena Öztürk geb. Bergmann, gesch. von Altenburg                                    | 1611–1769                        | 2013                               | Mutter von Alexander; Tochter von Silke und Peter; Schwester von Annette; Halbschwester von Katja; Cousine von Ronny; Witwe von Robin; Exfrau von Maximilian und Marian; Exverlobte von Mike; Exfreundin von Ingo und Florian; Exaffäre von Oliver, Rafael, Thomas, Patrick und Niclas (durch seinen Tod); eröffnet eine „Prunkwerk“-Filiale in München Birte Glang hatte ihren letzten Auftritt in einer Zusatzfolge |
| Birte Glang               | Lena Öztürk geb. Bergmann, gesch. von Altenburg                                    | 3118–3495                        | 2019–2020                          | Mutter von Alexander; Tochter von Silke und Peter; Schwester von Annette; Halbschwester von Katja; Cousine von Ronny; Witwe von Robin; Exfrau von Maximilian und Marian; Exverlobte von Mike; Exfreundin von Ingo und Florian; Exaffäre von Oliver, Rafael, Thomas, Patrick und Niclas (durch seinen Tod); eröffnet eine „Prunkwerk“-Filiale in München Birte Glang hatte ihren letzten Auftritt in einer Zusatzfolge |
| Lars Korten               | Christoph Dominik Lukowski                                                         | 2106–3766                        | 2015–2021                          | Vater von Iva und Henry; Onkel von Letizia, Alexander, Sophia und Annabelle; Ehemann von Vanessa; Exmann von Sylvie; One-Night-Stand von Tina und Linda; geht mit Vanessa und Henry nach Südkorea |
| Judith Neumann            | Marie Schmidt                                                                      | 2279–2466                        | 2015–2016                          | Halbschwester von Ingo; Tante von Zoé; Exverlobte von Ronny; Exfreundin von Leo, Tobi, Tim und Deniz; Exaffäre von Yannick; One-Night-Stand von Milan und Bastian; geht für einen Job ein Jahr nach München |
| Cheyenne Pahde            | Marie Schmidt                                                                      | 2468–3800                        | 2016–2021                          | Halbschwester von Ingo; Tante von Zoé; Exverlobte von Ronny; Exfreundin von Leo, Tobi, Tim und Deniz; Exaffäre von Yannick; One-Night-Stand von Milan und Bastian; geht für einen Job ein Jahr nach München |
| Franziska van der Heide   | Ina Ziegler                                                                        | 3352–3811                        | 2020–2021                          | Tochter von Henning und Tanja; Schwester von Yannick und Lucie; Exfreundin von Jessy und Chiara; One-Night-Stand von Vera; geht nach Portugal |
| Sam Eisenstein            | Marian Öztürk                                                                      | 2–10 71–3823                     | 2006–2021                          | Vater von Deniz; Adoptivvater von Alexander; Großvater von Jonas; Sohn von Melek; Onkel von Can; Neffe von Yüksel; Exmann von Veronika und Lena; Exverlobter von Daniela; Exfreund von Nadja, Jenny und Jessica; One-Night-Stand von Bea; verschwindet aus Essen Nebenrolle von Dezember 2006 bis Mai 2007 |
| Tijan Njie                | Moritz „Mo“ Brunner                                                                | 2981–3842                        | 2018–2021                          | Sohn von Dan; Exverlobter von Michelle (durch ihren Tod); Exfreund von Lucie und Chiara; Exaffäre von Jenny; geht nach Luxemburg Nebenrolle von Juli 2018 bis November 2018 |
| Lisandra Bardél           | Malu Santos-Albrecht geb. Santos                                                   | 3492–3993                        | 2020–2022                          | Mutter von Luisa; Exfrau von Justus; Exfreundin von Finn; täuscht ihren Tod vor und flieht nach Südamerika Gastauftritt: Folge 4000 (2022) in einer Videobotschaft |
| Christopher Kohn          | Dr. Finn Leopold Albrecht                                                          | 2944–4078                        | 2018–2022                          | Sohn von Georg; Bruder von Justus und Antonia; Onkel von Luisa; Neffe von Hans; Cousin von Caroline; Exfreund von Pauline, Nathalie, Isabelle und Malu; geht nach Sizilien, um bei einem Umweltprojekt mitzumachen Nebenrolle von Mai 2018 bis November 2018 |
| Alexandra Fonsatti        | Chiara Nadolny                                                                     | 3172–4434                        | 2019–2024                          | Tochter von Niclas; Halbschwester von Vanessa; Tante von Henry; Ehefrau von Ava; Exfreundin von Ronny, Ina und Moritz; One-Night-Stand von Yannick; beendet ihre Eiskunstlauf-Karriere und geht mit Ava nach München |
| Sila Sahin                | Miray Öztürk                                                                       | 4266–4363 4451–4501              | 2023–2024                          | Nichte von Sinan und Hilal, Cousine von Leyla; Freundin von Lars; geht mit Lars nach Amrum |
| Dominik Flade             | Yannick Ziegler                                                                    | 3509–4527                        | 2020–2024                          | Sohn von Henning und Tanja; Bruder von Ina und Lucie; Verlobter von Isabelle; Exaffäre von Marie und Leyla; One-Night-Stand von Chiara; wird von der Polizei wegen Mord an Casper verhaftet und geht anschließend für acht Jahre ins Gefängnis Stimmenauftritt: Folge 4531 (2024) |
| Matthias Brüggenolte      | Justus Theodor Albrecht †                                                          | 3458–4608                        | 2020–2025                          | Vater von Luisa; Stiefvater von Annabelle; Sohn von Georg; Bruder von Finn und Antonia; Onkel von Letizia, Alexander, Sophia, Henry und Nils; Neffe von Hans; Cousin von Caroline; Ehemann von Jenny (bis zu seinem Tod); Exmann von Malu; Exfreund von Sandra; Exaffäre von Charlie; verstirbt an den Folgen seiner Verletzungen, die er infolge von Jennys Brandanschlag auf das Zentrum erlitten hat |
| Christiane Klimt          | Jennifer Charlotte Annabelle „Jenny“ Zadek geb. Steinkamp, gesch. Steinkamp-Herzog | 1–450                            | 2006–2008                          | Mutter von Annabelle; Stiefmutter von Luisa; Tochter von Richard und Simone; Halbschwester von Maximilian, Vanessa, Ben, Jan Marco und Nikolas; Tante von Letizia, Alexander, Sophia, Henry und Nils; Enkelin von Friederike und Ludwig; Nichte von Carmen und Rüdiger; Cousine von Michelle und Franziska; Patentochter von Annabelle; Ehefrau von Ingo; Witwe von Erik und Justus; Exfrau von Julian, Axel, Veit und Deniz; Exverlobte von David; Freundin von Ingo; Exfreundin von Lars, Marian und Hendrik; Exaffäre von Jan Marco und Moritz, One-Night-Stand von Falco und Tobias; geht mit Ingo nach Mallorca Sophie Lutz verkörperte die Rolle in den Folgen 1112–1113 als Gastdarstellerin Kaja Schmidt-Tychsen spielte 2023 auch die Rolle Nina Breuer |
| Silvia Maleen             | Jennifer Charlotte Annabelle „Jenny“ Zadek geb. Steinkamp, gesch. Steinkamp-Herzog | 501–1031                         | 2008–2010                          | Mutter von Annabelle; Stiefmutter von Luisa; Tochter von Richard und Simone; Halbschwester von Maximilian, Vanessa, Ben, Jan Marco und Nikolas; Tante von Letizia, Alexander, Sophia, Henry und Nils; Enkelin von Friederike und Ludwig; Nichte von Carmen und Rüdiger; Cousine von Michelle und Franziska; Patentochter von Annabelle; Ehefrau von Ingo; Witwe von Erik und Justus; Exfrau von Julian, Axel, Veit und Deniz; Exverlobte von David; Freundin von Ingo; Exfreundin von Lars, Marian und Hendrik; Exaffäre von Jan Marco und Moritz, One-Night-Stand von Falco und Tobias; geht mit Ingo nach Mallorca Sophie Lutz verkörperte die Rolle in den Folgen 1112–1113 als Gastdarstellerin Kaja Schmidt-Tychsen spielte 2023 auch die Rolle Nina Breuer |
| Kaja Schmidt-Tychsen      | Jennifer Charlotte Annabelle „Jenny“ Zadek geb. Steinkamp, gesch. Steinkamp-Herzog | 1325–4206 4363–4730              | 2011–2023 2024–2025                | Mutter von Annabelle; Stiefmutter von Luisa; Tochter von Richard und Simone; Halbschwester von Maximilian, Vanessa, Ben, Jan Marco und Nikolas; Tante von Letizia, Alexander, Sophia, Henry und Nils; Enkelin von Friederike und Ludwig; Nichte von Carmen und Rüdiger; Cousine von Michelle und Franziska; Patentochter von Annabelle; Ehefrau von Ingo; Witwe von Erik und Justus; Exfrau von Julian, Axel, Veit und Deniz; Exverlobte von David; Freundin von Ingo; Exfreundin von Lars, Marian und Hendrik; Exaffäre von Jan Marco und Moritz, One-Night-Stand von Falco und Tobias; geht mit Ingo nach Mallorca Sophie Lutz verkörperte die Rolle in den Folgen 1112–1113 als Gastdarstellerin Kaja Schmidt-Tychsen spielte 2023 auch die Rolle Nina Breuer |
| André Dietz               | Ingo Zadek                                                                         | 7–3566                           | 2006–2020 2024–2025                | Vater von Zoé; Pflegevater von Melanie; Halbbruder von Marie; Ehemann von Jenny; Witwer von Annette; Exmann von Raquel und Bea; Exverlobter von Diana; Freund von Jenny; Exfreund von Céline, Lena und Steffi; One-Night-Stand von Nicole; geht mit Jenny nach Mallorca Nebenrolle von September 2006 bis Mai 2007 Gastauftritt: 4601–4730 (2025) |

### Nebendarsteller

#### Aktuelle Nebendarsteller
Sortiert nach der Reihenfolge des (erstmaligen) Einstiegs.
| Darsteller           | Rollenname        | Folge(n)        | Jahr(e)         | Bemerkungen                                                    |
| -------------------- | ----------------- | --------------- | --------------- | -------------------------------------------------------------- |
| Ingeborg Brings      | Renate Scholz     | 1–4254 4504–    | 2006–2023 2024– | Hauswirtschafterin der Steinkamps Exfreundin von Marc „Keule“  |
| Tanja Tischewitsch   | Tina Gouverneur   | 2249–2329 4640– | 2015 2025–      | Mitarbeiterin Prunkwerk One-Night-Stand von Christoph          |
| Vitali Huk           | Milan Hafner      | 4638–           | 2025–           | Eiskunstläufer Laufpartner von Charlie                         |
| Maximilian Schneider | Johannes Hagedorn | 4640–           | 2025–           | ehemaliger Arzt im St.-Vinzenz-Krankenhaus Ex-Affäre von Imani |
| Leif Lunburg         | Lennox Fischer    | 4663–           | 2025–           | Pflegesohn von Henning und Daniela Sohn von Peggy Fischer      |

#### Ehemalige Nebendarsteller
Sortiert nach der Reihenfolge des (letztmaligen) Ausstiegs.
| Darsteller               | Rollenname                                           | Folge(n)                                          | Jahr(e)                       | Bemerkungen |
| ------------------------ | ---------------------------------------------------- | ------------------------------------------------- | ----------------------------- | --- |
| Heinz Simon Keller       | Winfried Müller-Hirschfeld                           | 4–49                                              | 2006                          | Expräsident des BDEs belästigt Diana sexuell und tritt auf Verlangen der Steinkamps zurück |
| Dennis Rodney Durant     | Andrew Wellington                                    | 29–55                                             | 2006                          | Choreograf Exfreund von Roman; geht zurück nach London |
| Eugen May                | Erwin Kremer †                                       | 57–164                                            | 2006–2007                     | Unternehmer wird von Julian und den Steinkamps betrogen und nimmt später verzweifelt im Zentrum Geiseln, wird kurz vor der Aufgabe von einem Polizisten erschossen |
| Joyce Ilg                | Sophie Brenner                                       | 165–186                                           | 2007                          | Schülerin Exfreundin von Ben |
| Arno Kempf               | Frank Horn                                           | 66–188                                            | 2006–2007                     | Musikproduzent begrapscht Nina, landet später wegen Vergewaltigung und sexueller Nötigung im Gefängnis |
| Klaus Lehmann            | Manfred Sommer †                                     | 216–227                                           | 2007                          | Vater von Oliver; Bruder von Dieter; stirbt an einem Blutgerinnsel im Thalamus |
| Marc Richter             | Robin van Kampen †                                   | 213–247                                           | 2007                          | Exmann von Lena; entführt Annette und wird später in einem Handgemenge von Ingo erschossen, anschließend noch als Leiche zu sehen |
| Thomas Kautenburger      | Bernd Möllen                                         | 254–274                                           | 2007                          | Schuldeneintreiber von Marian Thomas Kautenburger spielte 2014 auch die Rolle des Wolfgang „Wolle“ Schulz |
| Yasmin Canli             | Petra Wilke                                          | 1–353                                             | 2006–2008                     | Exaffäre von Mike und Tim; verlässt Essen, um ein Jobangebot auf Mallorca anzunehmen |
|                          | Kaja Finn                                            | 433–472                                           | 2008                          | Bekannte von Roman; One-Night-Stand von Deniz |
| Steffen Will             | Till Talmann                                         | 471–499                                           | 2008                          | Weddingplanner plant die Hochzeit von Juli und Maximilian |
| Adrian Linke             | Gregor Lessing alias Reinhard Reinhard               | 497–512                                           | 2008                          | von Simone gekaufter Verehrer, um Richard eifersüchtig zu machen; auf sich entwickelnde Gefühle geht Simone nach Zögern nicht ein |
| Haydar Zorlu             | Orhan Suc alias Manhammed Al-Shar                    | 512–528                                           | 2008                          | angeblicher Investor von Axel für dessen eigenes Sportzentrum, in Wahrheit jedoch von Selbigem bestochener Theaterschauspieler |
| Wladimir Matuchin        | Oleg „Boss“ Ivanov                                   | 519–536                                           | 2008                          | Eigentümer der Stripbar „Velvet Nights“ wird später von Jenny bestochen |
| Norman Jeschke           | Norman Jeschke                                       | 481–521 544                                       | 2008                          | Eiskunstläufer Partner von Diana in deren Eisshow „LoveCrash“ |
| Patrick Joswig           | Hardy Schauder †                                     | 514–528 561–571                                   | 2008                          | sitzt mit Oliver im Ausland in einem Gefängnis für Drogendealer; stirbt im Off an einer Überdosis Heroin; später noch als Halluzination von Oliver zu sehen Nachricht des Todes in Folge 553 Patrick Joswig spielte 2012 auch die Rolle des Martin Dockhorn |
| Claudia Mehnert          | Julia von Seidlitz                                   | 562–574                                           | 2008                          | bucht Deniz über einen Begleitservice und stellt ihn als Exklusiv-Begleitung ein; Deniz kündigt jedoch nach kurzer Zeit |
| Ganeshi Becks            | Nicole Heinrichs                                     | 592–611                                           | 2009                          | One-Night-Stand und Stalkerin von Ingo; taucht unter, nachdem sie Annette in Lebensgefahr bringt und die „Pommes Schranke“ brennt |
| Marko Pustišek           | Anton Coretti                                        | 581–673                                           | 2008–2009                     | Vater von Stella; entführt Jenny, taucht danach im Ausland unter |
| Henning Heup             | Carsten „Bulle“ Bullrich †                           | 267–288 492–494 666–692                           | 2007 2008 2009                | Bruder von Volker; homophober Eishockeyspieler; schlägt und verletzt Roman; landet deswegen für einige Zeit im Gefängnis; kommt später auf Bewährung frei und wird nach einer Handgreiflichkeit gegenüber Deniz wieder eingesperrt; wird in einem Handgemenge von Mike erschossen Tod in Folge 687 |
| Raphael Grosch           | Christian Friesinger                                 | 634–693                                           | 2009                          | Exfreund von Annette; Sandkastenliebe dieser, Annette kehrt jedoch zurück zu Ingo |
| Tanja Lanäus             | Gerlinde von Schwedt                                 | 619–668 701–703                                   | 2009                          | Anwältin der „von Altenburg-Privatbank“ Cousine von Constantin; One-Night-Stand von Axel; wechselt zur „GUFA-Bank“, nachdem Juli zurückgetreten ist |
| Bernd Reheuser           | Constantin von Altenburg                             | 416–623 714–753                                   | 2008–2009                     | Vater von Juli; Ehemann von Marie-Therese; Cousin von Simone und Gerlinde; täuscht seinen Tod vor, taucht als Richard van de Bruck auf den Bahamas unter und leitet von dort aus die „von Altenburg-Privatbank“ weiter |
| Elke Bludau              | Greta Weidner †                                      | 769–810                                           | 2009                          | bedroht Peter wegen dessen Schulden, wird wegen Erpressung verhaftet, bricht aus und entführt Lena, kommt bei Mikes Befreiungsversuch zusammen mit diesem in einer Explosion um |
| Ania Niedieck            | Alicia Silberstein alias Alice Körner                | 813–835                                           | 2009                          | Eisläuferin wurde von Maximilian und Simone engagiert, um Richard eine Vergewaltigung anzuhängen Ania Niedieck spielt seit 2010 die Rolle der Isabelle Reichenbach |
| Thomas Goritzki          | Peter Bergmann alias Peter Berg                      | 762–837                                           | 2009–2010                     | Exmann von Claudia und Silke; Vater von Annette, Lena und Katja; Großvater von Alexander; Onkel von Ronny |
| Dustin Semmelrogge       | Ron „Rocky“ Schmitz                                  | 95–197 873–878                                    | 2007 2010                     | Drogendealer wird wegen des Dealens verhaftet und aufgrund guter Führung wenige Jahre später wieder entlassen; überfällt und erpresst Annette, zerstört rachsüchtig die „Pommes Schranke“ und wird anschließend verhaftet Stimmenauftritt: Folge 879 |
| Timo Hübsch              | Marc Hagendorf                                       | 905–968                                           | 2010                          | Ex-Freund von Roman; geht zurück nach Hamburg |
| Tom Barcal               | Marc „Keule“ Schneider                               | 3–1078                                            | 2006–2010                     | Imbissbudenbesitzer eröffnet einen Imbiss im Ausland (laut Folge 1115), Freund von Renate |
| Mickey Hardt             | David Meyerhoff                                      | 1110–1167                                         | 2011                          | Eiskunstlauftrainer |
| Sarah Latton             | Natalie Dupont                                       | 1261–1293                                         | 2011                          | ehemalige Tanzpartnerin von Jan Marco |
| Mathias Walch            | Jochen Thum                                          | 1318–1368                                         | 2011–2012                     | Jurymitglied des Tanzverbandes Exfreund von Viktoria |
| Ludwig Hansmann          | Benno Hecks                                          | 1331–1384                                         | 2011–2012                     | Beamter der Ausländerbehörde prüfte die Ehe zwischen Lena und Marian |
| Krunoslav Šebrek         | Fabian Feldkamp                                      | 1333–1399                                         | 2011–2012                     | Expressesprecher des BDEs Vergewaltiger von Katja |
| Jürgen Lehmann           | Etienne Saint-Clair                                  | 302–317                                           | 2007                          | Exaffäre von Annette; krimineller Bekannter von Marian; geht zurück nach Frankreich |
| Mehdi Moinzadeh          | Etienne Saint-Clair                                  | 1407–1436                                         | 2012                          | Exaffäre von Annette; krimineller Bekannter von Marian; geht zurück nach Frankreich |
| Egon Hofmann             | Rolf Diekmann                                        | 1059–1440                                         | 2010–2012                     | Expräsident des BDEs wurde wegen Schwarzgeld-Verdacht abgesetzt (mehrere Pausen) |
| Frederik Götz            | Sebastian „Basti“ von Rothenberg                     | 1393–1442                                         | 2012                          | Schwarm von Franziska und Melanie |
| Rainer Goernemann        | Philipp Reichenbach †                                | 1079–1089 1557–1561                               | 2010–2011 2012                | Vater von Isabelle, Tom und Larissa; Großvater von Sophia; Onkel von Nathalie und Kilian; verstirbt außerhalb des Seriengeschehens an den Folgen eines Autounfalls Nachricht des Todes in Folge 1804 Stimmenauftritt: Folge 1250, 1252, 1258 und 1259 |
| Rosetta Pedone           | Viktoria „Vik“ König                                 | 1484–1581                                         | 2012                          | Exfrau von Jan Marco; Exfreundin von Jochen; geht nach New York |
| Andrea Cleven            | Dr. Jessica Haagner                                  | 1064–1173 1583–1598                               | 2010–2011 2012–2013           | Mutter von Jonas; Exfreundin von Marian; One-Night-Stand von Deniz |
| Martin Rother            | Hendrik Thomsen                                      | 1585–1617                                         | 2012–2013                     | Heiratsschwindler, brachte Jenny um ihre Millionen |
| Katharina Zapatka        | Anna Jorgensen                                       | 1717–1749                                         | 2013                          | betreute die unter Amnesie leidende Simone an der Nordsee, durch eine Lüge von Jenny unter dem falschen Namen Britta Paulsen |
| Sabine Fernandez         | Constanze Hipp †                                     | 1–12xx 1603–1769                                  | 2006–2011 2013                | Zwillingsschwester von Corinna; Exaffäre von Oliver; Exfreundin von Rainer; stirbt bei einem Brand in der SDF Tod in Folge 1763 Sabine Fernandez spielte 2014 auch die Rolle der Corinna Hipp |
| Claudia Hiersche         | Sylvia Kern †                                        | 1759–1794                                         | 2013                          | korrupte Anwältin Freundin von Rafael; wird von Rafael erschossen |
| Martin Walde             | Nick Zimmermann                                      | 1766–1808 1891–1897                               | 2013 2014                     | ehemaliger Fußballer beim „RSV Schotterberg“; wechselte den Verein |
| Sabine Fernandez         | Corinna Hipp                                         | 1861–1922                                         | 2014                          | Mitarbeiterin bei „Steinkamp Sport, Tanz & Wellness“ Zwillingsschwester von Constanze; gewinnt in der Lotterie und verlässt Essen in Richtung Cayman Islands Sabine Fernandez spielte von 2006 bis 2013 bereits die Rolle der Constanze Hipp |
| Katy Karrenbauer         | Ludmilla Petrova                                     | 1929–1977                                         | 2014                          | ehemalige Künstlerische Leiterin in der „Steinkamp Dance Factory“ geht nach einem Alkoholrückfall durch Simone, Jenny und Isabelle freiwillig in eine Entzugsklinik Stimmenauftritt: Folge 1928 |
| Christian Blümel         | Rainer Velten †                                      | 1957–1986                                         | 2014                          | Exfreund von Constanze; erpresste Jenny und Simone; starb an einer Überdosis Kokain Tod in Folge 1964 |
| Jacob Weigert            | Sascha Frey                                          | 1902–1988                                         | 2014                          | Marketingleiter begleitete Julia für eine Werbekampagne eines Stylingunternehmens |
| Mars Saibert             | Luigi Sabatoni                                       | 1971–2040                                         | 2014                          | Modedesigner entwirft die Sportswear-Linie für „Steinkamp Sport, Tanz & Wellness“ |
| Tina Bordihn             | Tina Schulte                                         | 2011–2041                                         | 2014                          | Exfrau von Erik; Mutter von Emilia |
| Martin Armknecht         | Andreas Potthoff                                     | 1011–1041 1216–1290 1725–1749 2046–2048           | 2010 2011 2013 2014           | ehemaliger Baukontrolleur; ehemaliger Beauftragter bei U-Bau; Sachverständiger bei einer Versicherung; saß wegen Herbeiführen einer Sprengstoffexplosion im Gefängnis (2013) (mehrere Pausen) |
| Sarah Thonig             | Susanne „Susi“ Carstens                              | 2012–2069                                         | 2014                          | Assistentin und Exfreundin von Can |
| Nikolaus Schmid          | Rafael Suarez † alias Antonio Santos                 | 1013–1107 1770–1794 2045–2073                     | 2010–2011 2013 2014           | Erzfeind von Maximilian; Exfreund von Simone und Sylvia; Exaffäre von Lena; wird von Maximilian in seiner Gefängniszelle erhängt |
| Claudia Neidig           | Helena Reichenbach                                   | 1885–1887 2188–2193                               | 2014 2015                     | Mutter von Isabelle und Tom; Witwe von Philipp; Großmutter von Sophia |
| Thomas Fehlen            | Dr. Frank Stadler                                    | 2074–2082 2153–2155 2181–2198                     | 2014–2015 2015                | Arzt von Ingo |
| Raphaël Vogt             | Daniel Leyer                                         | 2043–2069 2201–2202                               | 2014 2015                     | Exfreund von Katja |
| Helena Reetz             | Sonja Kampe                                          | 2107–2214                                         | 2015                          | Junge Sonja Brück in Rückblenden aus den 90er Jahren |
| Lars Dickel              | Thomas Brück                                         | 2107–2214                                         | 2015                          | Junger Medizin-Student Thomas Brück in Rückblenden aus den 90er Jahren |
| Jo Weil                  | Nick Danne                                           | 2194–2253                                         | 2015                          | Musikproduzent Exfreund von Vanessa |
| Noah Amos Aron Matheis   | Jochen Klemm                                         | 2186–2254                                         | 2015                          | Mitarbeiter des Jugendamtes |
| Olivia Augustinski       | Caroline Retzmann                                    | 2279–2306                                         | 2015                          | Eiskunstlauftrainerin |
| Philipp Noack            | Matthias Köhler                                      | 2289–2345                                         | 2015–2016                     | Stalker von Iva; wird verhaftet |
| Solveig August           | Sylvie Lukowski †                                    | 2122–2189 2202–2205 2219–2220 2349–2352           | 2015 2016                     | Tochter von Viktoria; Exfrau von Christoph; erschießt sich selbst Tod in Folge 2351 |
| Julia Schäfle            | Kerstin Hemmersbach                                  | 2388–2437                                         | 2016                          | Patenkind von Johann; Freundin von Tobi; geht nach Salzburg wegen eines Jobs |
| Mareile Moeller          | Theresa Hansen                                       | 2367–2375 2399–2400 2434–2441                     | 2016                          | Präsidentin des BDE |
| Alexandra Seefisch       | Dr. Anne „Ratte“ Loewer                              | 2382–2443                                         | 2016                          | Ärztin One-Night-Stand von Thomas; geht nach Vancouver, um ein Projekt fortzuführen |
| Andrea Sanchez del Solar | Janaina Soares                                       | 2467–2501                                         | 2016                          | Aushilfe in der Schranke |
| Marcus Jakovljevic       | Dieter „Didi“ Kerber                                 | 2505–2531                                         | 2016                          | erpresst Carmen und entführt Simone, geht ins Gefängnis Jakovljevic spielte in den Folgen 1510 bis 1513 bereits einen Komplizen Rüdiger Steinkamps |
| Mareike Eisenstein       | Maria Koch                                           | 217–2534                                          | 2007–2016                     | Kommissarin führte Ermittlungen u. a. wegen Drogenfundes bei Tim, versuchten Diebstahls, Ruhestörung durch Deniz, Körperverletzung an Roman, versuchten Totschlags an Nadja durch Simone, des Anschlags auf Julian, Brandstiftung, Ninas Verschwindens, angeblicher Körperverletzung an Nina durch Marian, Olivers Entführung, Bulles Todes, Gretas Ausbruchs, Stellas Unfalls, angeblicher sexueller Nötigung durch Richard an Alicia, Eriks Todes, Sylvies Todes und Simones Entführung |
| Jan Andres               | Patrick Wesseling                                    | 2500–2538                                         | 2016                          | Exaffäre von Lena |
| Markus Haase             | Dirk Hohnert †                                       | 2605–2661                                         | 2017                          | Kommissar kooperiert mit Maximilian, stirbt in einem Handgemenge mit Maximilian und Vincent durch einen sich lösenden Schuss |
| Beka Bediana             | Sascha Lehmann                                       | 2640–2661                                         | 2017                          | Handlanger von Vincent |
| Daniel Borgwardt         | Georg Pollmann                                       | 2690–2713                                         | 2017                          | Steuerberater |
| Holger Christian Gotha   | Johann „Hanno“ Pachlhuber                            | 2355–2387 2423–2441 2462–2481 2657–2670 2712–2714 | 2016 2017                     | Investor Patenonkel von Kerstin; Onkel von Falco; Exmann von Isabelle Stimmenauftritt bereits in Folge 2342 |
| Eva Löser                | Lotte Hayer                                          | 2716–2761                                         | 2017                          | Downhill-Bikerin Ehefrau von Tim; geht mit Tim nach Kanada |
| Stephan Käfer            | Jan Lichtenberg                                      | 2742–2782                                         | 2017                          | Immobilienhändler |
| Ann-Cathrin Schaible     | Stephanie Dahlen                                     | 2739–2805                                         | 2017                          | Geschäftsfrau einer Getränkefirma Exaffäre von Vincent und Deniz |
| Wichart von Roëll        | Erwin Gruschinski                                    | 2732–2741 2805–2829                               | 2017                          | Vorsitzender eines Kleingartenvereins Witwer von Erna |
| Nassim J. Avat           | Thilo Spiegelmann                                    | 2808–2833                                         | 2017                          | Drogendealer Exaffäre von Michelle |
| Dorothee Föllmer         | Linda Engels                                         | 2755–2835                                         | 2017                          | Krankenschwester One-Night-Stand von Christoph; stalkt Christoph infolgedessen und wird später verhaftet |
| Dirk Moritz              | Martin Zobel †                                       | 2788–2859                                         | 2017–2018                     | Drogendealer entführt Jenny und Deniz; wird im Off von der Polizei erschossen |
| Albrecht Ganskopf        | Armin Derwitz                                        | 2861–2877                                         | 2018                          | Mitarbeiter der JVA hilft Vincent im Gefängnis |
| Christian Concilio       | Thorsten Heck                                        | 2792–2807 2888–2899                               | 2017 2018                     | Funktionär des BDEs |
| Stefania Kavas           | Aylin Öztürk                                         | 2891–2902                                         | 2018                          | Ehefrau von Deniz |
| Philip Stier             | Kai Reusch                                           | 2888–2908                                         | 2018                          | Bruder von Pauline |
| Christoph Gareisen       | Björn Seifert                                        | 2890–2908                                         | 2018                          | Staatsanwalt ermittelt wegen Richards und Simones Steuerhinterziehung |
| Marko Dyrlich            | Ralf Rottmann †                                      | 2904–2956 2999–3001 3012–3014                     | 2018                          | Exfreund und ehemaliger Zuhälter von Ekaterina; muss wegen Menschenhandels ins Gefängnis; bricht aus und nimmt Jenny und Ekaterina als Geiseln, stirbt durch einen Stromschlag |
| Roni Zorina              | Ekaterina Steinkamp † geb. Osimowa                   | 2903–3020                                         | 2018                          | Schwester von Natascha; Ehefrau von Ben; Exfreundin von Ralf; fasst, um Ben zu retten, in eine Stromleitung und stirbt durch die verursachte Hirnschwellung Tod in Folge 3016 |
| Anke Sabrina Beermann    | Amalie Pape                                          | 2729–2730 2749–2750 3040–3050                     | 2017 2018                     | Eiskunstläuferin |
| Haydar Zorlu             | Yüksel Öztürk                                        | 2958–2965 3050–3078                               | 2018                          | Onkel von Marian; Verlobter von Carmen |
| Nedjo Osman              | Pacho Villa-Rojo                                     | 2926 3101–3126                                    | 2018 2019                     | Drogendealer |
| Lo Rivera                | Elena Fernandez                                      | 3145–3171                                         | 2019                          | Polizistin One-Night-Stand von Maximilian; geht mit Maximilian nach Südamerika |
| Madlen Kaniuth           | Brigitte Schnell                                     | 2–3193                                            | 2006–2019                     | Mitarbeiterin bei „Steinkamp Sport & Wellness“ One-Night-Stand von Richard, Maximilian, Veit, Thomas, Carlos und Ronny; wandert in die USA aus |
| Anna Wolfers             | Verena Kruse                                         | 3193–3211                                         | 2019                          | Betrügerin |
| Hanne Wolharn            | Susanne Gebhardt                                     | 3223–3285                                         | 2019                          | Kostümbildnerin ist für den Tod von Michelle verantwortlich und entführt Chiara, wird verhaftet |
| Maximilian Neuhäußer     | Sören Hoffmann                                       | 3289–3324                                         | 2019                          | Finanzberater Freund von Steffi; verlässt mit ihr Essen |
| Chris Werner             | Chris Werner                                         | 3304–3334                                         | 2019                          | Sänger der Band Kuult |
| Hürdem Riethmüller       | Melek Öztürk                                         | 1623–1652 1755–1758 3362–3368                     | 2013 2020                     | Autorin „Angela Armstrong“ Mutter von Marian, Großmutter von Deniz |
| Ben Dahlhaus             | Elias Lockau                                         | 3414–3447                                         | 2020                          | Co-Trainer bei „Steinkamp Sport & Wellness“ |
| Lea Fleck                | Jessy Claasen                                        | 3469–3491                                         | 2020                          | Exfreundin von Ina |
| Björn Jung               | Olaf Heinemann                                       | 3455–3520                                         | 2020                          | JVA-Beamter |
| Beo Yalcin               | Elif Temiz                                           | 3210–3525                                         | 2019–2020                     | Chefsekretärin bei „Steinkamp Sport & Wellness“ geht zu ihrer Familie in die Türkei |
| Crisjan Zöllner          | Stefan Wiebrecht                                     | 3532–3552                                         | 2020                          | Eiskunstlauftrainer wird wegen sexueller Belästigung entlassen |
| Wiebke Adam-Schwarz      | Astrid Maaß                                          | 3570-3575 3663-3671                               | 2020 2021                     | Vorstandsvorsitzende der „Albrecht-Finance-Group“ |
| Hannes Schmid            | Kai Löwenau                                          | 3676–3712                                         | 2021                          | Koch One-Night-Stand von Klara |
| Finja Martens            | Leonie Tauber                                        | 3651–3715                                         | 2021                          | Mutter von Leon |
| Klaus Nierhoff           | Reinhard Steiner                                     | 3722–3735                                         | 2021                          | Kommissar Rassist; wird suspendiert, nachdem er Moritz etwas anhängen wollte |
| Folke Paulsen            | Georg Ferdinand Albrecht †                           | 3229–3231 3311–3639 3739–3742                     | 2019–2021                     | Vater von Finn, Justus und Antonia; Großvater von Luisa; Bruder von Hans; Onkel von Caroline; stirbt im Off durch einen Autounfall Nachricht des Todes in Folge 3809 |
| Julius Robin Weigel      | Bastian Zwinger                                      | 3480–3559 3633–3762                               | 2020 2021                     | Unternehmensberater One-Night-Stand von Marie; beklaut Justus und flieht |
| Verena Zimmermann        | Manuela Gerolt                                       | 3454–3523 3714–3715 3767–3771                     | 2020 2021                     | Kommissarin |
| Roberto Thoenelt         | Leif Böhme                                           | 3821–3869                                         | 2021–2022                     | krimineller Freund von Marian Nach Marians Verschwinden nimmt er Kontakt zu Daniela auf. |
| Karmela Shako            | Nuria Balewa                                         | 3858–3878                                         | 2022                          | Cheftrainerin des Düsseldorfer Eislaufteams Exaffäre von Deniz |
| Barbara Prakopenka       | Greta Voss                                           | 3654–3738 3892–3895                               | 2021 2022                     | Eiskunstläuferin One-Night-Stand von Deniz; wird verhaftet, nachdem sie Chiara mit einem Schlittschuh angreifen wollte |
| Anna Karolin Berger      | Olivia Portman                                       | 3858–3898                                         | 2022                          | Assistentin von Caroline Albrecht |
| Sina-Valeska Jung        | Caroline Albrecht                                    | 3818–3902                                         | 2021–2022                     | Unternehmerin und Anteilseignerin der „Albrecht-Finance-Group“ Tochter von Hans; Nichte von Georg; Cousine von Justus, Finn und Antonia; One-Night-Stand von Maximilian; geht zurück nach Hannover |
| Lukas Brandl             | Miro Grabek                                          | 3862–3962                                         | 2022                          | Eiskunstläufer Exfreund von Lucie; geht zurück nach Polen |
| Lukas Schmidt            | Oskar Hoffmann                                       | 3976–4023                                         | 2022                          | Exfreund von Leyla; geht auf eine Kunsthochschule in London |
| Erol Sander              | Frank Giese †                                        | 3758–3770 3952–3954 4000–4043                     | 2021 2022                     | Investor Vater von Marc; wird von Justus erschossen |
| Sina Zadra               | Jill Kaufmann                                        | 3968–3998 4049–4050                               | 2022                          | Fitnesstrainerin |
| Achim Rundholz           | Achim Holzer                                         | 4103–4119                                         | 2023                          | Anführer einer Rockerbande |
| Lilly Joan Gutzeit       | Anna Prinz                                           | 4059–4124                                         | 2022–2023                     | Eiskunstläuferin Patentochter von Frieda; verlässt Essen |
| Bettina Engelhardt       | Frieda Ludwig                                        | 3389–3393 3563–3565 3734–3738 3791–3793 4054–4126 | 2020 2021 2022–2023           | Präsidentin des BDEs Patentante von Anna; Exaffäre von Axel |
| Steffen Laube            | Dr. Bernhard Bach                                    | 2737–3019 3303–3311 3676–3677 4034–4140           | 2017–2018 2019 2021 2022–2023 | Chefarzt im St.-Vinzenz-Krankenhaus Setzt sich wegen Sehproblemen zur Ruhe |
| Amelie Arndt             | Nele Haber                                           | 4122–4157                                         | 2023                          | wird von Yannick gerettet und verliebt sich später in diesen |
| Thiago Braga de Oliveira | Gabriel Larssen                                      | 4050–4160                                         | 2022–2023                     | Betreiber der „Pommes Schranke“ Exfreund von Maria; geht zurück nach Spanien |
| Felix Kruttke            | Luca Wolter                                          | 4159–4179                                         | 2023                          | Eiskunstlauftrainer |
| Sascha Weingarten        | Maik Breuer                                          | 4178–4197 4358–4367                               | 2023 2024                     | Bruder von Nina; geht ins Gefängnis |
| Kaja Schmidt-Tychsen     | Nina Breuer                                          | 4178–4197 4358–4370                               | 2023                          | Schwester von Maik; geht ins Gefängnis Kaja Schmidt-Tychsen spielt seit 2011 bereits die Rolle Jennifer Steinkamp |
| André Rhode              | Ralf Bolte                                           | 4369–4381                                         | 2024                          | Exfreund von Hanna |
| Patrick Peter            | Kevin Hausmann                                       | 4276–4298 4391–4398                               | 2023 2024                     | Exfreund von Hanna |
| Sarah Maria Besgen       | Conchita van Aalen                                   | 4380–4410                                         | 2024                          | wird verhaftet |
| Laura Egger              | Ava Grothe                                           | 4182–4434                                         | 2023–2024                     | Eiskunstlauftrainerin Ehefrau von Chiara; geht mit Chiara nach München |
| Bastian Semm             | Casper Seitz †                                       | 3899–3956 4467–4493                               | 2022 2024                     | Stalker von Isabelle; wird von Yannick erschossen |
| Filip Pavlović           | Lars Orth                                            | 4339–4361 4486–4501                               | 2023–2024 2024                | Freund von Miray; geht mit ihr nach Amrum |
| Janis Günther            | Marvin Matthis                                       | 4466–4509                                         | 2024                          | Bruder von Tom |
| Annelinde Gerstl         | Friederike Gräfin von Altenburg †                    | 205–246 303–360 684–688 814–875 1583–1586         | 2007 2007–2008 2009 2010 2012 | Mutter von Simone; Stiefmutter von Carmen; Großmutter von Maximilian, Jenny und Vanessa; Urgroßmutter von Letizia, Alexander, Sophia, Annabelle und Henry; Witwe von Ludwig; erliegt außerhalb des Seriengeschehens einer Bauchspeicheldrüsenkrebs-Erkrankung Nachricht des Todes in Folge 4700 |
| Ursula Michelis          | Friederike Gräfin von Altenburg †                    | 3041–3058 4513–4514                               | 2018 2024                     | Mutter von Simone; Stiefmutter von Carmen; Großmutter von Maximilian, Jenny und Vanessa; Urgroßmutter von Letizia, Alexander, Sophia, Annabelle und Henry; Witwe von Ludwig; erliegt außerhalb des Seriengeschehens einer Bauchspeicheldrüsenkrebs-Erkrankung Nachricht des Todes in Folge 4700 |
| Louis Apel               | Alexander von Altenburg adopt. Öztürk, geb. Bergmann | 639–894                                           | 2009–2010                     | Fußballer Sohn von Lena und Maximilian; Adoptivsohn von Marian; Halbbruder von Sophia und Letizia; Adoptivbruder von Deniz; Enkel von Peter, Silke und Simone; Urenkel von Friederike und Ludwig; Neffe von Annette, Katja, Vanessa und Jenny; Cousin von Annabelle und Henry; One-Night-Stand von Romy; kehrt zurück nach München Die Rolle wurde in Folge 583 bereits von einem unbekannten Darsteller verkörpert                                                                       |
| Ralf Maximilian Prack    | Alexander von Altenburg adopt. Öztürk, geb. Bergmann | 895–3495                                          | 2010–2020                     | Fußballer Sohn von Lena und Maximilian; Adoptivsohn von Marian; Halbbruder von Sophia und Letizia; Adoptivbruder von Deniz; Enkel von Peter, Silke und Simone; Urenkel von Friederike und Ludwig; Neffe von Annette, Katja, Vanessa und Jenny; Cousin von Annabelle und Henry; One-Night-Stand von Romy; kehrt zurück nach München Die Rolle wurde in Folge 583 bereits von einem unbekannten Darsteller verkörpert                                                                       |
| Oscar Kafsack            | Alexander von Altenburg adopt. Öztürk, geb. Bergmann | 4094–4120                                         | 2022–2023                     | Fußballer Sohn von Lena und Maximilian; Adoptivsohn von Marian; Halbbruder von Sophia und Letizia; Adoptivbruder von Deniz; Enkel von Peter, Silke und Simone; Urenkel von Friederike und Ludwig; Neffe von Annette, Katja, Vanessa und Jenny; Cousin von Annabelle und Henry; One-Night-Stand von Romy; kehrt zurück nach München Die Rolle wurde in Folge 583 bereits von einem unbekannten Darsteller verkörpert                                                                       |
| Leon Klein               | Alexander von Altenburg adopt. Öztürk, geb. Bergmann | 4556–4584                                         | 2024                          | Fußballer Sohn von Lena und Maximilian; Adoptivsohn von Marian; Halbbruder von Sophia und Letizia; Adoptivbruder von Deniz; Enkel von Peter, Silke und Simone; Urenkel von Friederike und Ludwig; Neffe von Annette, Katja, Vanessa und Jenny; Cousin von Annabelle und Henry; One-Night-Stand von Romy; kehrt zurück nach München Die Rolle wurde in Folge 583 bereits von einem unbekannten Darsteller verkörpert                                                                       |
| Maximilian Herzogenrath  | Tom Matthis                                          | 4409–4633                                         | 2024–2025                     | Bruder von Marvin; Exfreund von Imani; geht nach Italien |

### Episodendarsteller
Die folgende Tabelle zeigt Darsteller auf, die keine feste Nebenrolle haben bzw. hatten, sondern lediglich sporadisch in vereinzelten Folgen auftreten.
Sortiert nach der Reihenfolge des (erstmaligen) Einstiegs.
| Darsteller          | Rollenname              | Folge(n)            | Jahr(e)   | Bemerkungen |
| ------------------- | ----------------------- | ------------------- | --------- | --- |
| Nele/Lea Deneke     | Sophia von Altenburg    | 1480–2111 2185–2314 | 2012–2015 | Tochter von Isabelle und Maximilian; Halbschwester von Letizia, Alexander und Diego; Enkelin von Simone, Helena und Philipp; Urenkelin von Sophia, Friederike und Ludwig; Nichte von Vanessa, Jenny, Tom und Larissa; Nichte zweiten Grades von Nathalie und Killian; Cousine von Annabelle und Henry |
| Maya Alexa Moormann | Sophia von Altenburg    | 2326–??             | 2015–??   | Tochter von Isabelle und Maximilian; Halbschwester von Letizia, Alexander und Diego; Enkelin von Simone, Helena und Philipp; Urenkelin von Sophia, Friederike und Ludwig; Nichte von Vanessa, Jenny, Tom und Larissa; Nichte zweiten Grades von Nathalie und Killian; Cousine von Annabelle und Henry |
| Katharina Kron      | Sophia von Altenburg    | 4733–               | 2025–     | |
| Jamila Sophie Kilic | Annabelle Steinkamp     | 1846–24xx           | 2014–2016 | Tochter von Jenny und David; Halbschwester von Lukas und Joscha; Enkelin von Simone und Richard; Urenkelin von Friederike und Ludwig; Nichte von Vanessa, Ben, Maximilian, Nathalie, Jan Marco und Nikolas; Cousine von Letizia, Alexander, Sophia, Henry, Nils und Diego                             |
| Mia Ermel           | Annabelle Steinkamp     | 2547–               | 2016–2023 | Tochter von Jenny und David; Halbschwester von Lukas und Joscha; Enkelin von Simone und Richard; Urenkelin von Friederike und Ludwig; Nichte von Vanessa, Ben, Maximilian, Nathalie, Jan Marco und Nikolas; Cousine von Letizia, Alexander, Sophia, Henry, Nils und Diego                             |
| Nick                | Henry Hellmut Steinkamp | 2549–29xx           | 2016–2018 | Sohn von Vanessa und Christoph; Halbbruder von Iva; Enkel von Simone und Niclas; Urenkel von Friederike und Ludwig; Neffe von Jenny, Ben, Jan Marco, Nikolas, Maximilian, Nathalie und Chiara; Cousin von Annabelle, Letizia, Alexander, Sophia, Nils und Diego                                       |
| Felix Gibert        | Henry Hellmut Steinkamp | 2923–               | 2018–     | Sohn von Vanessa und Christoph; Halbbruder von Iva; Enkel von Simone und Niclas; Urenkel von Friederike und Ludwig; Neffe von Jenny, Ben, Jan Marco, Nikolas, Maximilian, Nathalie und Chiara; Cousin von Annabelle, Letizia, Alexander, Sophia, Nils und Diego                                       |
| N.N.                | Nils Bremer             | 3416–               | 2020–     | Sohn von Kim und Ben; Enkel von Richard, Nadja und Daniela; Neffe von Jenny, Jan Marco und Nikolas; Cousin von Annabelle |
| N.N.                | Luisa Estelle Albrecht  | 3937–               | 2022–     | Tochter von Malu und Justus; Enkelin von Georg; Nichte von Finn und Antonia |

### Gastdarsteller
Die hier aufgelisteten Schauspieler haben meist nur wenige Auftritte und keine tragende Rolle in der Serie.
Sortiert nach der Reihenfolge des (letztmaligen) Ausstiegs.
| Darsteller                 | Rollenname                              | Folge(n)                | Jahr(e)        | Bemerkungen |
| -------------------------- | --------------------------------------- | ----------------------- | -------------- | --- |
| Thaddäus Meilinger         | Kai Löffler                             | 135–140                 | 2007           | Internetbekanntschaft von Diana |
| Hans-Jürgen Pabst †        | Stefan Holländer                        | 237                     | 2007           | Finanzprüfer |
| Maya Saban                 | Maya Saban                              | 247                     | 2007           | ist unterwegs auf einer Promo-Tour und singt ihren Song „Klare Liebe“ im „No. 7“ |
| Julia Beerhold             | Veronika Wagner                         | 249–250                 | 2007           | Exfrau von Marian; Mutter von Deniz; Großmutter von Jonas |
|                            | Silvio                                  | 261–262                 | 2007           | wird von Jenny engagiert, um bei der Eislauf-WM einen Anschlag auf Diana zu verüben (die Attacke trifft jedoch Julian, der nach einiger Zeit an den Folgen verstirbt); taucht danach unter                     |
| Susanne Wilhelmina         | Andrea Winterberg                       | 259–263                 | 2007           | moderiert die Eislauf-Weltmeisterschaft im Fernsehen |
| Norbert Schramm            | Norbert Schramm                         | 259–263                 | 2007           | agiert bei der Eislauf-Weltmeisterschaft als Experte im Fernsehen |
| Claus Dieter Clausnitzer   | Hans Josef „Haschi“ Schwarz             | 272–273                 | 2007           | Ehemann von Luna; Vater von Axel |
| Ute Stein                  | Gisela Hartmann                         | 278–283                 | 2007           | Witwe von Gottfried; verkauft die Wohnsiedlung an Maximilian |
| Werner Klockow             | Ludwig Findel                           | 290–297                 | 2007           | gibt sich als Standesbeamter aus; engagiert von den Steinkamps, um die Ehe zwischen Jenny und Axel unrechtskräftig zu machen                                                                                   |
| Karl Jürgen Sihler         | Reinhard Jaegers                        | 309–310 339             | 2007 2008      | Stadtdirektor von Essen |
| Bernhard Bauer             | Dr. Volker Sabotta                      | 346–354                 | 2008           | Arzt bestochen von Maximilian, um Friederike im Krankenhaus zu behalten |
| Frank Voß                  | Lorenz Naumann                          | 389–390                 | 2008           | nimmt Nina als Tramperin mit |
| Gabriele Weinspach         | Jessica Hofmeister                      | 391                     | 2008           | alte Bekannte von Richard; werden beim innigen Flirten von Simone erwischt |
| Matthias Bullach           | Karl-Hubertus von Thaden                | 390–392                 | 2008           | Textilhersteller Geschäftspartner der Steinkamps; flirtet mit Simone |
| Dennis Scholz              | Patrick Müller                          | 405–406                 | 2008           | von Axel gekaufter „Verehrer“ von Jenny, um Maximilian eifersüchtig zu machen |
| Markus Kirschbaum          | Gereon Rose                             | 326–337 430–431         | 2007–2008 2008 | Betreiber des „Fight Clubs“ treibt später alte Schulden von Mike ein Markus Kirschbaum spielte 2015 auch die Rolle des Dirk Thomsen                                                                            |
| Carole Schmitt             | Mia Rettinger                           | 431–432                 | 2008           | Chefredakteurin der „Stock Times“ besucht das Zentrum, um Simone den Titel „ManagerIn des Jahres“ zu verleihen, was Richard jedoch verhindert Carole Schmitt spielte 2016 auch die Rolle der Viktoria Hellbach |
| Florian Stiehler           | Karsten Böckler †                       | 438–439                 | 2008           | langjähriger Bekannter und Studienfreund von Oliver; schleppt aus Tansania ein Virus ins Zentrum, löst damit eine Epidemie aus und stirbt daran                                                                |
| Axel Gottschick            | Dr. Sebastian Dinse                     | 439–443                 | 2008           | leitet den Einsatz einer Seuchenbekämpfung im Zentrum |
|                            | Herr Kramer                             | 438–447                 | 2008           | Mitarbeiter der UDK überführt Jennys Doping |
| Heinrich Cuipers           | Prof. Dr. Friedhelm Lichtenhagen        | 445–446 456             | 2008           | Vorsitzender der Ärztekammer entzieht Oliver kurzzeitig die Approbation Heinrich Cuipers spielte 2010 auch die Rolle des Prof. Langenheder                                                                     |
| Holger Doellmann           | Rüdiger Bochannek                       | 244 468                 | 2007 2008      | Golf- und Geschäftspartner von Richard; vermittelt Dieter einen Job in Eisenhüttenstadt; ist später noch einmal zu Gast im Zentrum und belästigt Lena                                                          |
| Manja Schaar               | Yvonne Frey                             | 475–476                 | 2008           | zeigte Lars seinerzeit als mutmaßliches Sexopfer an (in Wahrheit jedoch von Jenny bestochen) |
| Ilona Christina Schulz     | Marie-Therese von Altenburg             | 500–505                 | 2008           | Ehefrau von Constantin; Mutter von Juli |
| Tilmann Schillinger        | Timo Niehaus                            | 508                     | 2008           | will ein Auto kaufen, das angeblich Julian gehört Stimmenauftritt in Folge 505 |
| Mikkeline Kierkgaard       | Mikkeline Kierkgaard                    | 513–518                 | 2008           | Eiskunstläuferin spielt Jenny Steinkamp in Dianas Eisshow „LoveCrash“ |
| Josef Quadflieg †          | Pfr. Thielen                            | 535–537                 | 2008           | traut Simone und Richard bei ihrer zweiten Hochzeit |
| Herbert Schäfer            | Martin Wilger                           | 537–543                 | 2008           | Konkursverwalter schließt zeitweise das Zentrum und lässt die Steinkamp-Villa durchsuchen |
| Josef Wolf                 | Dr. Jürgen Hecht                        | 542–547                 | 2008           | Arzt Bekannter von Oliver; vermittelt diesem einen Job im Krankenhaus |
| Dorothea Neukirchen        | Nicole Üdler                            | 551–552                 | 2008           | Ehefrau von Bernhard |
| Raimond Knoll              | Harald Meier                            | 552–553                 | 2008           | ruft Deniz infolge eines Missverständnisses als Callboy |
| Thomas Pohn                | Dr. Alexander Nolting                   | 562–563 572–573         | 2008           | angeblich Vorsitzender der „KGM-Bank“; in Wahrheit von Maximilian gekauft, um Axel aus dem Unternehmen zu verdrängen                                                                                           |
| Martin Kaps                | Robert Jaegers                          | 585–588                 | 2009           | Leiter des Sportzentrums Halle wirbt Diana in sein Sportzentrum ab |
| Susanne Bredehöft          | Andrea Franke                           | 590–592                 | 2009           | Hauptkommissarin nimmt Stella und Deniz fest und beschlagnahmt Stellas Auto aufgrund einer fehlenden TÜV-Plakette; ermittelt außerdem wegen angeblicher Vergewaltigung an Lena durch Maximilian                |
| Josef Hofmann              | Armin Kobinski                          | 614–617                 | 2009           | zeitweiliger Arbeitgeber von Maximilian |
| Daniel Werner              | Pfr. Winfried Klein                     | 615–617                 | 2009           | traut Céline und Maximilian |
| Hans-Peter Deppe           | Hans-Jürgen Hagemann                    | 620–621                 | 2009           | Richter leitet den Prozess gegen Constantin |
| Alexander von der Groeben  | Pete Woodwarth                          | 624–627                 | 2009           | gibt sich als Monteur aus, soll in Constantins Auftrag Lena entführen, wird jedoch von Juli gestoppt |
| Robert Christoff           | Marc Lessing                            | 629–630                 | 2009           | will mit Nina schlafen, wird jedoch von dieser durch Axel abgeblitzt |
| Frank Maier                | Tom Krause                              | 631–632                 | 2009           | flirtet mit Annette |
| Ulrich Cyran               | Dr. Konrad Maus                         | 634–637                 | 2009           | ehemaliger Geschäftspartner der „Von Altenburg-Bank“, trat aus dem „Inneren Zirkel“ aus |
| Volkmar Ohms               | Friedrich-Wilhelm von Homberg           | 495 639                 | 2008 2009      | Leiter des „Inneren Zirkels“ Bekannter von Constantin |
| Kirstin Warnke             | Anna Berger †                           | 647                     | 2009           | Ehefrau von Lars; stirbt bei einem Verkehrsunfall in einer Erinnerung von Lars zu sehen |
| Mathias Harrebye-Brandt    | Björn Wittmann                          | 654–655                 | 2009           | leitet einen Selbsthilfekreis für Alkoholiker |
| Constanze Schmidt          | Frau Schneider                          | 663                     | 2009           | Standesbeamtin traut Juli und Oliver |
| Katharina Palm             | Dr. Sabine Baumann                      | 664–667                 | 2009           | Therapeutin für Vanessa, engagiert von Simone |
| Kerstin Gähte †            | Maria Henrietta Gräfin von Arnsbach     | 667–668                 | 2009           | Bekannte von Gerlinde, verführt Axel |
| Klaus Knoesel              | Klaus Knoesel                           | 670–673                 | 2009           | leitet einen Werbevideodreh Knoesel führte in diesen Folgen die Regie |
| Karl-Heinz von Liebezeit   | Johannes Wieland                        | 674–683                 | 2009           | Privatdetektiv sucht nach Jenny, bekommt von Richard jedoch wegen Erfolglosigkeit den Auftrag entzogen |
| Kornelia Lüdorff           | Irene Fischer                           | 683–686                 | 2009           | Kriminalkommissarin sucht ebenfalls nach Jenny |
|                            | Volker Bullrich                         | 693–695                 | 2009           | Bruder von Carsten; sucht nach diesem |
| Andrea Badey               | Inge Wendler                            | 690–703                 | 2009           | Mitarbeiterin des Jugendamts überprüft die Lebensumstände von Alexander |
| Mirco Monshausen           | Elias von Eversberg                     | 754–757                 | 2009           | Journalist flirtet mit Jenny |
| Wieslawa Wesolowska        | Luna Schwarz                            | 272–273 297–298 785–787 | 2007 2009      | Ehefrau von Haschi; Mutter von Axel |
| Sven Waasner               | Markus Spöhlke                          | 844–849                 | 2010           | Moderator bei „Radio Zeche“ geht mit Ingo auf eine Comedy-Tour |
| Konrad Domann              | Dr. Martin Falter                       | 852–853                 | 2010           | Arzt behandelt Stella nach ihrem Unfall |
| Oliver Franck              | Dr. Robert Semper                       | 859–861                 | 2010           | Arzt vertritt Oliver im Zentrum; flirtet mit Céline |
| Sabine Marcus              | Monique Scheer                          | 829–830 868             | 2009 2010      | Erotikdarstellerin wird von Maximilian bestochen, um Axel aus dem Zentrum zu vertreiben |
| Francisco Rodriguez        | Ronaldo Rodriguez                       | 868                     | 2010           | vermietet ein Zimmer in Südamerika an Axel |
| Dirc Simpson               | Erich Ott                               | 869–876                 | 2010           | veranstaltet illegale Boxkämpfe |
| Heinrich Cuipers           | Prof. Langenheder                       | 879–882                 | 2010           | Arzt operiert Stella Heinrich Cuipers spielte 2008 bereits die Rolle des Prof. Dr. Friedhelm Lichtenhagen |
| Hendrik von Bültzingslöwen | Kai Hinze                               | 884–890                 | 2010           | Hacker hilft Axel bei seiner Informationsspionage |
| Daniel Drewes              | Dirk Stiefermann alias Johannes Schulte | 890–895                 | 2010           | gibt sich im Auftrag von Simone und Maximilian als Erbe von Hermann Schulte aus, taucht später in der Karibik unter Stimmenauftritt in Folge 896                                                               |
| Eva Maria Kurz             | Wilhelmine Reiche                       | 885–902                 | 2010           | Halbschwester und Erbin von Hermann Schulte; verkauft das Grundstück des Zentrums an Axel |
| Mehrzad Marashi            | Mehrzad Marashi                         | 904                     | 2010           | zu Besuch im „No. 7“ |
| Helmut Orosz               | Helmut Orosz                            | 904                     | 2010           | zu Besuch im „No. 7“ |
| Tim Ricke                  | Tobias Trostheim                        | 1343                    | 2012           | Casino Security |
| Florian Frowein            | Manuel „Manu“ Friese †                  | 1708–1709 1727          | 2013           | Exfreund von Joscha; nimmt sich infolge von Mobbing das Leben Nachricht des Todes in Folge 1708 |
| Tim Ricke                  | Frank                                   | 1710                    | 2013           | Türsteher im Club A40 |
| David M. Schulze           | Tillmann Voigt                          | 1855 1865–1866          | 2014           | Fotograf fotografiert Melanie und hat eine Affäre mit ihr |
| Moritz Tittel              | Jerome Springer                         | 1905–1907               | 2014           | Callboy wird von Isabelle engagiert, um Simone öffentlich als Callboy-Kundin zu diskreditieren |
| Christian Wewerka          | Rolf Landeck                            | 1982–1983               | 2014           | Vater von Felix |
| Ulrike Kriegler            | Heidi Becker                            | 1997                    | 2014           | Personal Coach bei „Steinkamp Sport, Tanz & Wellness“ Vorliebe für Wahrsagerei und Hypnose; hypnotisiert Bea                                                                                                   |
| Massimo Sinató             | André Valery                            | 1999–2000               | 2014           | Künstlerischer Leiter der Stuttgart Dance Factory |
| Martin Kloss               | Gregor Flemming                         | 2004–2007               | 2014           | Geschäftspartner von Ingo; Kunde von Katja und Lena |
| Cassandra Steen            | Cassandra Steen                         | 2100                    | 2015           | Sängerin bei Jennys und Eriks Hochzeit |
| Martin Becker              | Jens Meister                            | 2138–2146               | 2015           | Anwalt von Maximilian |
|                            | Mats Homburg                            | 2148–2153               | 2015           | Musikmanager |
| Claudia Maltritz           | Wilma Almqvist                          | 2183–2184               | 2015           | wird von Jenny engagiert, um sich an ihren Eltern zu rächen |
| Isabel Varell              | Jana Günther                            | 2178–2179 2187          | 2015           | Showmoderatorin |
| Markus Andreas Klauk       | Dr. Ferdinand Nikolaus                  | 2200–2207               | 2015           | korrupter Psychotherapeut wird von Veit engagiert, um Jenny gegen ihren Willen in einer Psychiatrie festzuhalten                                                                                               |
| Alexander Klaws            | Alexander Klaws                         | 2256                    | 2015           | Sänger beim 30-jährigen Jubiläum des Zentrums |
| Jonathan Elias Weiske      | Kevin Möller                            | 2244–2260               | 2015           | One-Night-Stand von Flo |
| Udo Thies                  | Holger Schäfer †                        | 2286–2288               | 2015           | wurde von Veit bedroht und versorgte Pia mit Informationen; stirbt außerhalb des Seriengeschehens bei einem Autounfall Nachricht des Todes in Folge 2293                                                       |
| Jeanne Karine Goursand     | Emma Schneider †                        | 2311–2314               | 2015           | Exfreundin von Veit; stirbt bei einem Autounfall im Jahr 2005 (nur als Erinnerung zu sehen) |
| Tim Ricke                  | Tim                                     | 2344–2345               | 2016           | Security-Chef auf dem Konzert von Iva |
| Carole Schmitt             | Viktoria Hellbach                       | 2367–2370               | 2016           | Mutter von Sylvie; gibt Christoph die Schuld am Tod ihrer Tochter Carole Schmitt spielte 2008 bereits die Rolle der Mia Rettinger                                                                              |
| Sami Reichenbach           | Stefan Schnabel                         | 2392–2396               | 2016           | Journalist einer Boulevardzeitung |
| Albert Trovato             | Max „Third Unit“ Ulrich                 | 2445–2448               | 2016           | Rapper One-Night-Stand von Iva |
| Frank Sollmann             | Riley McBrennan                         | 2450–2455               | 2016           | besitzt eine Sportkette in Australien |
| Alexander Milz             | Sam Steger                              | 2463–2472               | 2016           | Dealer Alexander Milz spielte 2014 bereits die Rolle des Robert Feller |
| Fabian Hambüchen           | Fabian Hambüchen                        | 2479–2480               | 2016           | Olympia-Star beim „Battle of the Best“ |
| Frauke Ludowig             | Frauke Ludowig                          | 2510–2511               | 2016           | Moderatorin der Eis-Gala zur Vergabe der Europameisterschaft |
| Remo Schulze               | Milan Kluge                             | 2551–2553 2583–2584     | 2016           | One-Night-Stand von Marie |
| Maximilian Claus           | Falco Pachlhuber                        | 2583–2590               | 2016           | Investor Neffe von Johann; One-Night-Stand von Jenny |
| Rhon Diels                 | Brandon Taylor                          | 2600–2611               | 2017           | Eiskunstläufer Exfreund von Diana |
| Uwe Fellensiek             | Hellmut Zeiler                          | 2548–2550 2622–2625     | 2016 2017      | Mann, von dem Christoph sich ein Motorrad mit Beiwagen borgt, um die schwangere Vanessa ins Krankenhaus zu fahren; stellt sich später als Pfarrer heraus, der Henry tauft                                      |
| Vittorio Alfieri           | Dieter „Diddi“ Späth                    | 2682–2686               | 2017           | Getränkeabfüller Vittorio Alfieri spielte 2006 bereits die Rolle eines Detektivs |
| Daniel Noah                | Marc Geller                             | 2717–2718               | 2017           | Kandidat bei der Vulkan-Challenge |
| Maewa Oria Ferstl          | Claudia Wittgenstein                    | 2719–2720               | 2017           | möchte das Loft kaufen |
| Gil Ofarim                 | Gil Ofarim                              | 2789–2790               | 2017           | Sänger auf Michelles Party |
| Sasha Di Capri             | Carlos                                  | 2833–2841               | 2017           | One-Night-Stand von Brigitte |
| Michelle Monballijn        | Monique Laubach                         | 2845–2848               | 2018           | Witwe von Gerhard, wird von Richard und Damian um ihre Millionen gebracht |
| Andreas Külzer             | Daniel Schmuck                          | 2863–2866               | 2018           | Anwalt von Vincent |
|                            | Conny Pfitzner                          | 2952–2957               | 2018           | Redakteurin von Klatsch-Online |
| Marc Barthel               | Justin Deller                           | 2956–2957 2979–2980     | 2018           | DJ |
| Isabella Schmidtke         | Antonia Albrecht                        | 2989–2991 3031–3032     | 2018           | Tochter von Georg; Schwester von Finn und Justus; Tante von Luisa; Nichte von Hans; Cousine von Caroline |
| Jana Hora-Goosmann         | Ines Jenke                              | 3055–3058 3067–3071     | 2018           | Managerin von Amalie Pape |
| Beli Steyn                 | Emilia                                  | 3087–3104               | 2018–2019      | Flirt von Ben |
| Miriam Lahnstein           | Christina Lalic                         | 3114                    | 2019           | Managerin der Eisshow „Beauty on Ice“ |
| Valon Krasniqi             | Jonas Müller                            | 3123–3129               | 2019           | begegnet Moritz im Krankenhaus |
| Sandra Eckardt             | Sandra Eckardt                          | 3148–3152               | 2019           | Moderatorin von „Vermisst“ sucht Moritz’ Vater |
| Ricky Watson               | Dan Holbroke                            | 3151–3159               | 2019           | Vater von Moritz |
| Jakob Graf                 | Markus Friese                           | 3200–3211               | 2019           | Freund von Verena |
| Barbara Schmidt            | Margot Kovalcek                         | 3226                    | 2019           | Patientin im St. Vinzenz-Krankenhaus |
| Alexandra Madej            | Greta Hansen                            | 3255                    | 2019           | Aushilfe in der „Trinkhalle“ |
| Kevin Bock                 | Andy Sievers                            | 3248-3266               | 2019           | Freestyle-Trainer erschießt unfreiwillig Michelle |
| Torben Neupert             | Marcel Löhne                            | 3328–3338               | 2019           | Rassist; Kumpel von Ronny |
| Niklas Doddo               | Arthur Gross                            | 3348-3349               | 2020           | Unternehmer |
| Didier Duvall              | Andrej Sokolow                          | 3345–3356               | 2020           | Eislauftrainer |
| Lutz Winde                 | Dr. Lionel Wegner                       | 3361-3362               | 2020           | Anwalt von Jenny |
| Musa Gülhan                | Leo Keller                              | 3402-3403               | 2020           | Reporter |
| Thomas Jansen              | Frank Escher                            | 3412                    | 2020           | Exfreund von Kim |
| Jonny Hoff                 | Marvin Thielmann                        | 3430                    | 2020           | Hacker |
| Ludie Diekumpovisa         | Rachel Bishop                           | 3425-3431               | 2020           | Eigentümerin eines Coffee Shops in New York City Freundin von Ronny |
| Gernot Schmidt             | Dr. Wolfgang Schiffner                  | 3438–3449               | 2020           | Chirurg |
| Jochen Alexander           | Lutz Krohn                              | 3527                    | 2020           | Reporter |
| Clément Guyot              | Yves Durand                             | 3526–3533               | 2020           | Betrüger Exfreund von Isabelle; bringt sie um ihr Vermögen und setzt sich nach Rio de Janeiro ab |
| Miguel Klein Medina        | Marc Kibus                              | 3543–3544               | 2020           | Flirt von Lucie |
| Bastian Baltes             | Matthias Funk                           | 3550                    | 2020           | Reporter |
| Bernd Blömer               | Karsten Overbeck                        | 3551–3554               | 2020           | Chefredakteur bei „Kufe und Eis“ |
| Alexander von der Groeben  | Höppner                                 | 3557–3559               | 2020           | BDE-Funktionär |
| Rabea Wyrwich              | Karla Mommsen                           | 3562–3563               | 2020           | Journalistin |
| Judith Jakob               | Heike Bost                              | 3566                    | 2020           | Kommissarin |
| Elena Halangk              | Janina Lange                            | 3578–3579               | 2020           | Maklerin |
| Leonie Houber              | Berit Kaminski                          | 3582–3586               | 2020           | Ärztin |
| Martin Bringmann           | Volker Kraus                            | 3585–3586               | 2020           | Privatermittler |
| Philipp Boos               | Samuel Behring                          | 3584–3588               | 2020           | Eigentümer der „Prunkwerk“-Filiale in München |
| Lars Joermann              | Markus Kehl                             | 3603–3606               | 2021           | wird von Isabelle erpresst |
| Christian Kahrmann         | Manfred Dirkes                          | 3610–3611               | 2021           | wird von Isabelle erpresst |
| Leni Stjarna Kramer        | Janne Pilu                              | 3610–3611               | 2021           | Fan von Marie |
| Christian Stock            | Paul Zier                               | 3613–3614               | 2021           | Hotelrezeptionist |
| Michael Meichßner          | Thorsten Haffland                       | 3615                    | 2021           | wird von Isabelle erpresst |
| Pingting Zang              | Naoko Takano                            | 3576–3577 3618–3622     | 2020 2021      | alte Bekannte von Malu |
| Peter Eberst               | Michael Rieck                           | 3618–3622               | 2021           | wird von Isabelle erpresst |
| Markus Hammer              | Marlon Freese                           | 3622–3623               | 2021           | schlägt Ben zusammen |
| Kerstin Kramer             | Dr. Kerstin Maschke                     | 3610 3628               | 2021           | Gynäkologin |
| Janina Sachau              | Birgit Schwarm                          | 3633–3634               | 2021           | Kommissarin |
| Gianna Valentina Bauer     | Vera Lorenz                             | 3628–3636               | 2021           | Unternehmerin Exaffäre von Richard; One-Night-Stand von Ina |
| Anne-Sophie Azizé Flittner | Freya Gantner                           | 3613–3637               | 2021           | Mitarbeiterin des Jugendamts |
| Julia Biedermann           | Rita Leupold                            | 3638–3639               | 2021           | Familienrichterin |
| Christine Kutschera        | Dagmar Kowalski                         | 3639–3641               | 2021           | Mitarbeiterin der Ethikkommission |
| Arzu Ermen                 | Hilal Öztürk                            | 3645–3647               | 2021           | Mutter von Leyla; Ehefrau von Sinan |
| Vanessa Radman             | Judith Heimbach                         | 3649–3650               | 2021           | Ehefrau von Jörg; Flirt von Yannick |
| Sinan El Sayed             | Rico Hola                               | 3654–3655               | 2021           | klaut das Handy von Deniz |
| Funda Rosenland            | „Sissi Ehmen“                           | 3653–3655               | 2021           | gibt sich als Sissi Ehmen aus und übt einen Anschlag auf Isabelle aus |
| Matthias Matz              | Jörg Heimbach                           | 3659–3663               | 2021           | Schrottplatzbesitzer Ehemann von Judith |
| Luisa Tanger               | Lara Neufert                            | 3664                    | 2021           | Hotelangestellte |
| Claudia Winfield           | Dr. Lauren Shields                      | 3371–3373               | 2020           | Ärztin |
| Alexandra Sydow            | Dr. Lauren Shields                      | 3681–3684               | 2021           | Ärztin |
| Susanna Okonowski          | Klara Westphal                          | 3688–3697               | 2021           | TV-Produzentin One-Night-Stand von Kai |
| India Antony               | Laura „Amari“ Brinck                    | 3673 3698–3700          | 2021           | Influencerin und Eigentümerin eines Wellnesshotels |
| Joris Schwarz              | Leander Lempkow                         | 3722                    | 2021           | wird wegen einer Überdosis Kokain ins Krankenhaus eingeliefert |
| Felix Bold                 | Dr. Yuki Friesmann                      | 3726–3727               | 2021           | Arzt im St. Vinzenz-Krankenhaus |
| Chris Carsten Rohmann      | Leo Zimmermann                          | 3730                    | 2021           | Mitarbeiter beim Ordnungsamt |
| Katrin Wolter              | Gesa Rosenberg                          | 3731–3732               | 2021           | Patientin im St. Vinzenz-Krankenhaus |
| Paul Jumin Hoffmann        | Dr. Yong Cho                            | 3747–3748               | 2021           | Arzt im St. Vinzenz-Krankenhaus |
| Stefan Böttcher            | Harald Schmalenberg                     | 3749–3750               | 2021           | Mitarbeiter der Bauaufsicht |
| Maurice Pawlewski          | Marc Giese                              | 3761–3769               | 2021           | Sohn von Frank; wird verhaftet |
| Baris Ar                   | Robert Schnellinger                     | 3451–3452 3765–3769     | 2021           | Handlanger der Familie Giese |
| Micky Juković              | Dimitri Rohwer                          | 3766–                   | 2021           | Handlanger der Familie Giese |
| Ben Bremer                 | Thorsten Brandt                         | 3768–                   | 2021           | SEK-Leiter |
| Nicola Gierga              | Emilia Cara                             | 3867–3869               | 2022           | Influencerin |
| Yasar Cetin                | Sinan Öztürk                            | 3645–3647 3887–3888     | 2021 2022      | Vater von Leyla; Ehemann von Hilal |
| Carolin Freund             | Sandra Weber                            | 3536–3538 3976–3979     | 2020 2022      | Exfreundin von Justus |
| Vivien Sczesny             | Romy Novak                              | 4095–4097 4110–4115     | 2022 2023      | One-Night-Stand von Alexander |
| Joel Cederberg             | Stig Lindbloom                          | 4185–4187               | 2023           | Designer |
| Daniele Rizzo              | Enno Hendricks                          | 4198–4202               | 2023           | Kommissar |
| Stephanie Schäfer          | Judith Pfeffer                          | 4287–4289               | 2023           | Journalistin |
| Nadine Klein               | Dr. Paola Finkenberg                    | 4472–4479               | 2024           | Psychiaterin von Casper |

## Auszeichnungen

### Schauspieler
German Soap Award 2011
Preisträger:
- Beste Darstellerin Daily Soap – Anna-Katharina Samsel

Nominierungen:
- Beste Darstellerin Daily Soap – Tatjana Clasing
- Bester Darsteller Daily Soap – Francisco Medina, Silvan-Pierre Leirich
- Bestes Liebespaar – André Dietz und Ulrike Röseberg
- Bösester Fiesling – Daniel Aichinger
- Bester Newcomer – Julia Engelmann
- Sexiest Woman – Juliette Menke
- Sexiest Man – Igor Dolgatschew

German Soap Award 2012
Preisträger:
- Bester Newcomer – Caroline Frier

Nominierungen:
- Beste Darstellerin Daily Soap – Tatjana Clasing, Kaja Schmidt-Tychsen
- Bester Darsteller Daily Soap – André Dietz, Silvan-Pierre Leirich
- Schönstes Liebespaar – Tatjana Clasing und Silvan-Pierre Leirich
- Bösester Fiesling – Ania Niedieck, Francisco Medina, Ulrich Drewes
- Bester Newcomer – Katharina Woschek
- Sexiest Woman – Ania Niedieck, Juliette Menke
- Sexiest Man – Bela Klentze, Jörg Rohde, Salvatore Greco

## Veröffentlichungen
Bisher hat RTL sieben DVDs, zwei Bücher, einen Kalender (2011) und einen Soundtrack der Soap veröffentlicht.

## Trivia
- Die erste Folge vom 4. September 2006 wurde ohne Werbeunterbrechung ausgestrahlt.[14]
- Der jährlich stattfindende RTL-Spendenmarathon wird immer auch in der Soap thematisiert. Meist sammeln die Hauptcharaktere innerhalb der Geschichte für die Spendenaktion des Senders.
- Im Rahmen von Sonderberichtserstattungen kam es bereits mehrfach zum Ausfall der täglichen Ausstrahlung (beispielsweise beim Orkan Xaver oder dem Absturz von MH17) oder zu einer Verschiebung des Programms (nach einer Sondersendung zum Anschlag in München 2016 begann die Tagesepisode erst 22 Uhr).
- Das Seriendebüt von Jenny Elvers in der Rolle der Sylvie Lukowski wurde wenige Tage vorher abgesagt. Die bereits seit Dezember 2014 gedrehten Aufnahmen wurden nicht verwendet; stattdessen übernahm Solveig August die Rolle ab Folge 2122.[15][16]
- Seit Juni 2021 wird jeden zweiten Donnerstag auf RTL+ eine Podcast-Folge zur Sendung veröffentlicht.